# Historia contemporánea de Ucrania

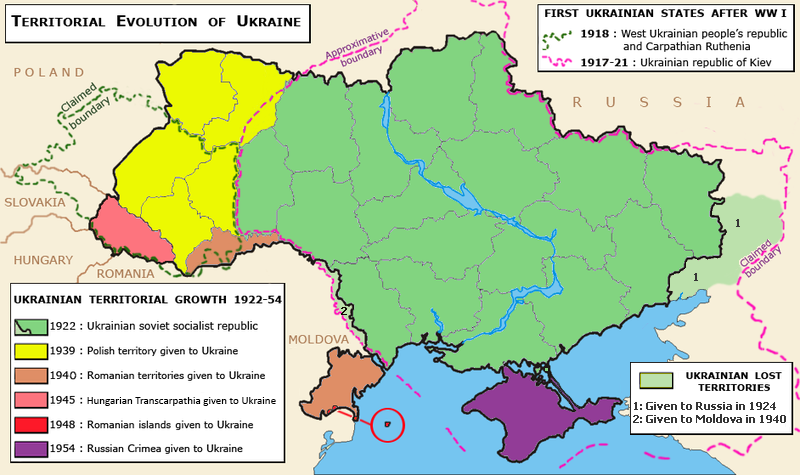
Evolución territorial del RSS de Ucrania 1922–1954. Voivodato de Volinia obtenido en 1939; Transcarpatia, obtenida en 1945; islas de las Serpientes obtenidas en 1948; Crimea, obtenida en 1954.

La historia contemporánea de Ucrania es la disciplina historiográfica y el periodo histórico de la historia de Ucrania que corresponde a la Edad Contemporánea en la historia universal. Ucrania surgió como nación, y los ucranianos como nacionalidad, con el Renacimiento nacional ucraniano, que comenzó a fines del siglo XVIII y principios del XIX.
Tras el intento fallido del siglo XVII de recuperar la condición de Estado en la forma del Hetmanato cosaco, el futuro territorio ucraniano terminó dividido entre tres imperios: el Imperio Ruso, el Imperio Otomano y la Mancomunidad Polaco-Lituana. En el Imperio austríaco, la mayoría de la élite que gobernaba Galitzia era de ascendencia austríaca o polaca, y los rutenos representaban principalmente al campesinado. Durante el siglo XIX, la rusofilia era algo habitual entre la población eslava, pero el éxodo masivo de intelectuales ucranianos que huían de la represión rusa en el este de Ucrania, así como la intervención de las autoridades austriacas, provocaron que el movimiento fuera sustituido por la ucrainofilia, que alcanzaría al Imperio Ruso.
Los escritores e intelectuales ucranianos se inspiraron en el espíritu nacionalista que agitaba a otros pueblos europeos que existían bajo otros gobiernos imperiales. Rusia, por temor al separatismo, impuso límites estrictos a los intentos de elevar la lengua y la cultura ucraniana, incluso prohibiendo su uso y estudio. Las políticas rusófilas de rusificación y paneslavismo provocaron el éxodo de algunos intelectuales ucranianos a Ucrania occidental, mientras que otros adoptaron una identidad paneslava o rusa, y muchos autores o compositores rusos del siglo XIX eran de origen ucraniano (en particular, Nikolái Gógol y Piotr Ilich Chaikovski). Según el historiador ucraniano Yaroslav Hrytsak, la primera ola de reactivación nacional está tradicionalmente relacionada con la publicación de la primera parte de la Eneyida, ( la Eneida en ucraniano) de Iván Kotliarevski, en 1798. En 1846, se publica en Moscú la Historia de los Rus. Durante las Revoluciones de 1848, en Lemberg (Lviv) se crea el Consejo Supremo Rutenio, que declara que los rutenios del Reino de Galitzia y Lodomeria forman parte de la gran nación ucraniana. El consejo adoptó la bandera amarilla y azul (Bandera de Ucrania).
Ucrania declaró por primera vez su independencia con la invasión de los bolcheviques a finales de 1917 que desató la guerra de independencia de Ucrania. Tras el final de la Primera Guerra Mundial y con la Paz de Riga, Ucrania fue dividida una vez más entre la Segunda República polaca y la Rusia bolchevique. El territorio ocupado por los bolcheviques se convirtió en un estado títere del Partido Comunista, la República Socialista Soviética de Ucrania.
En 1922, la República Socialista Soviética de Ucrania, junto con la República Socialista Federativa Soviética de Rusia, la República Socialista Soviética de Bielorrusia y la República Socialista Federativa Soviética de Transcaucasia, se convirtieron en los miembros fundadores de la Unión Soviética. La hambruna soviética de 1932-1933 o Holodomor mató a entre 6 y 8 millones de personas en la Unión Soviética, la mayoría de ellas en Ucrania.
En 1941, la Unión Soviética fue invadida por Alemania y sus otros aliados. Muchos ucranianos consideraron inicialmente a los soldados de la Wehrmacht como liberadores del dominio soviético, mientras que otros formaron un movimiento partidista antialemán. Algunos elementos de la clandestinidad nacionalista ucraniana formaron un Ejército Insurgente Ucraniano que luchó contra las fuerzas soviéticas y nazis.
Algún tiempo después de la deportación de los tártaros de Crimea, en 1954 la Óblast de Crimea fue transferida de la RSFSR a la RSS de Ucrania.
Con la disolución de la Unión Soviética en 1991, Ucrania se convirtió en un estado independiente, formalizado con el referéndum el 1 de diciembre. Con la ampliación de la Unión Europea en 2004, Ucrania se encontró en la zona de superposición de las esferas de influencia de la Unión Europea y Rusia. Esto se manifestó en una división política entre la Ucrania oriental "prorrusa" y la Ucrania occidental "proeuropea", lo que condujo a un período continuo de agitación política, que comenzó con la Revolución naranja de 2004 y culminó con la Revolución ucraniana de 2014 o Euromaidán y la anexión de Crimea por Rusia, cayendo Crimea bajo el control de la Federación de Rusia.

## Ucrania bajo el Imperio ruso
- Ver también: Ucrania de la Margen Izquierda - Ucrania del Dniéper - Rusia Menor - Nueva Rusia

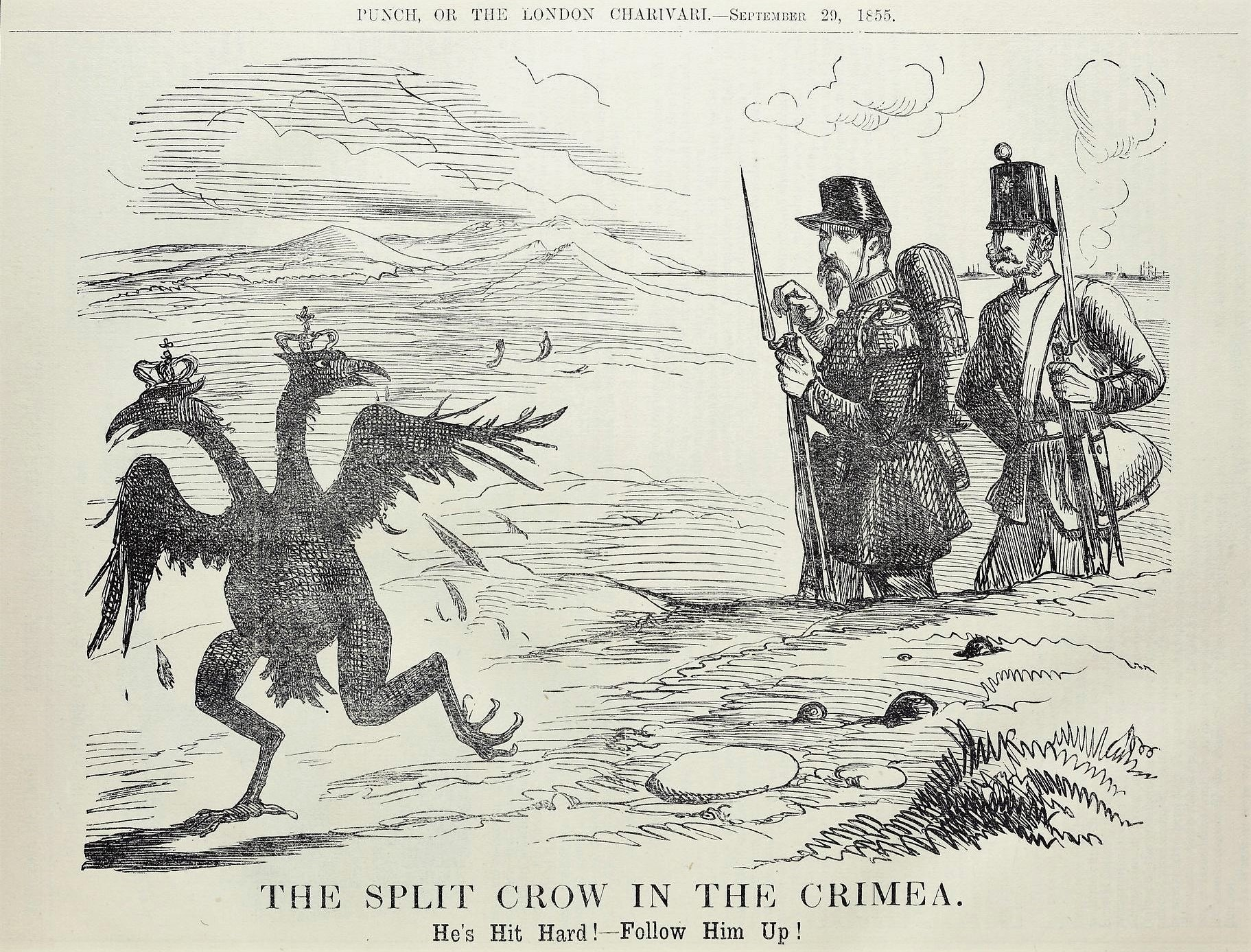
«El cuervo ruso en Crimea».

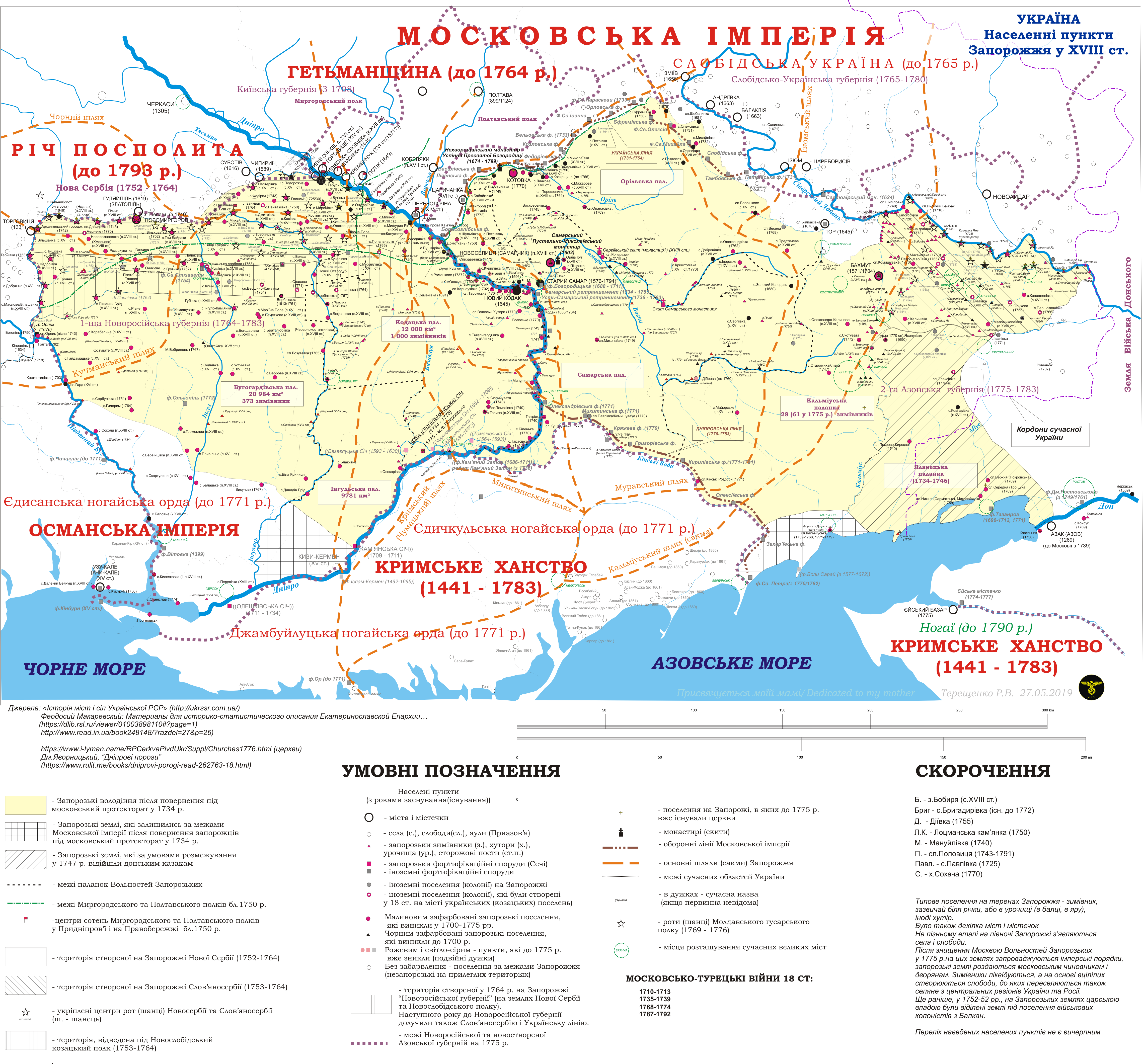
Los territorios controlados por Sich de Zaporiyia al final de su existencia

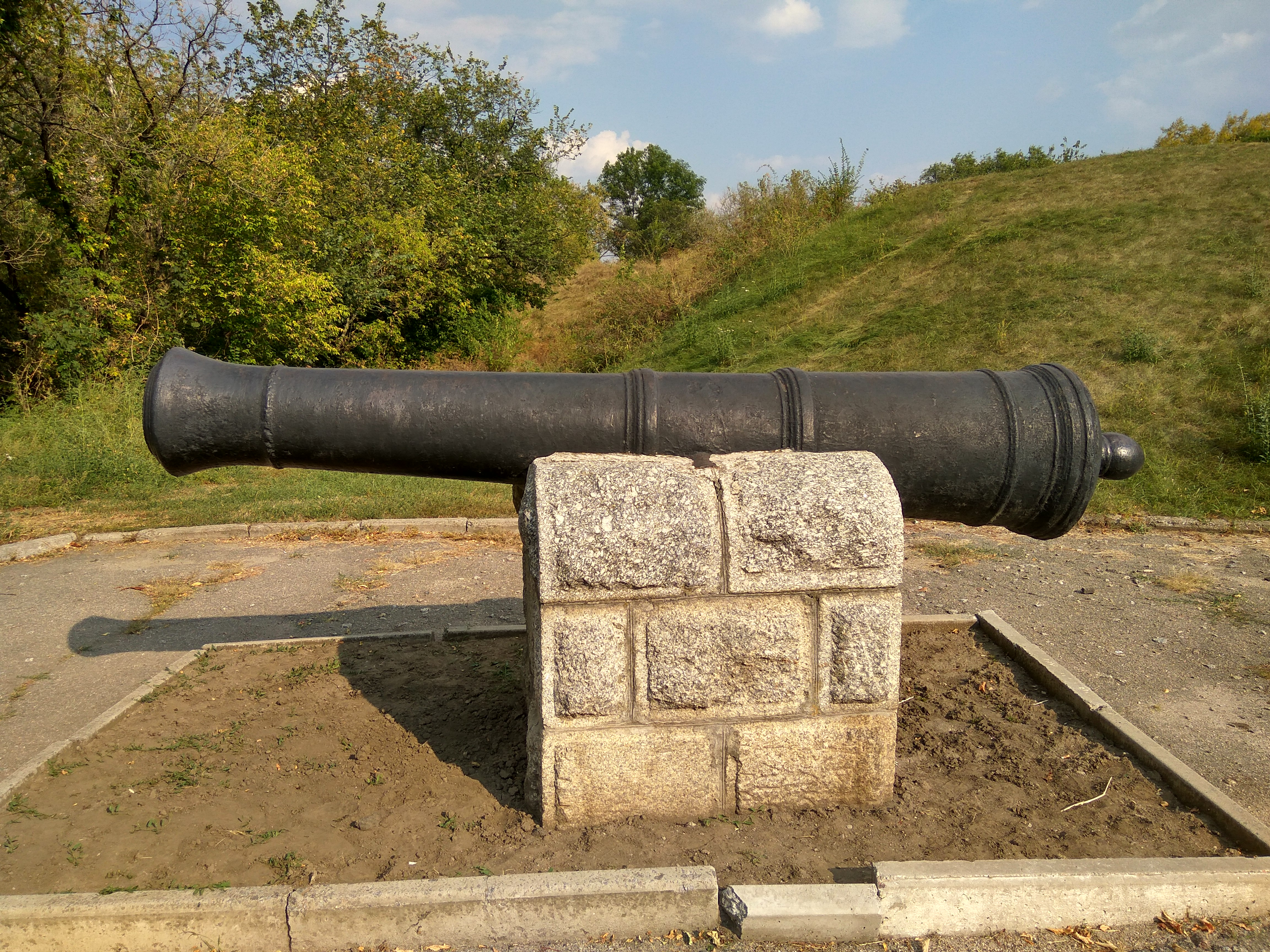
Uno de los cañones de la Fortaleza de Santa Isabel en la moderna ciudad de Kropivnitski

Después de la victorias del Imperio Ruso en guerras con los turcos y la liquidación de la Sich de Zaporiyia en 1775, una parte más pequeña de los cosacos ucranianos huyó a través del Danubio a las tierras del Imperio Otomano, o se reasentó en el Kubán, y la mayor parte fue deportada por el gobierno ruso a Siberia. Todos sus documentos (más de 30 mil), que son testimonio de la historia de Ucrania en los siglos XVI-XVIII, se guardaron durante mucho tiempo en la fortaleza de Santa Isabel, que entonces era el cuartel general principal del Ejército Imperial Ruso, y de donde a finales de mayo de 1775 partieron cien mil ejércitos rusos, que el 15 de junio destruyeron la Sich (todos los artefactos cosacos valiosos se almacenaron aquí antes de la evacuación de Kiev en 1918). El último líder de Sich, Petró Kalnyshevsky, murió en prisión en Solovki. La Nueva Rusia se creó en las antiguas tierras de los cosacos de Zaporiyia, en cuyo los rusos fundaron varias grandes ciudades en los sitios de antiguos asentamientos cosacos: Yekaterinoslav, Jersón (1778), Isabelgrado (1784), Mykoláiv (1789) y Odesa (1794), el primer alcalde de esta última fue José de Ribas, un militar de origen español.
La victoria en la guerra contra Napoleón inspiró a transformar Rusia en una democracia progresista con un orden constitucional. Después de San Petersburgo, el campo de actividad más amplio del movimiento decembrista fue Ucrania, donde en 1821, se formó la sociedad del sur en Tulchyn y la sociedad de eslavos unidos en Novohrad-Volynskyi. En 1817, los cosacos del ejército del Bug se opusieron a su traslado a asentamientos militares y en 1819 estalló el levantamiento de Chuguiv de los campesinos militares contra las condiciones de vida inhumanas de la región de Arakchei. Durante el fallido levantamiento de los decembristas en 1825 en San Petersburgo, el levantamiento del Regimiento de Chernígov dirigido por Serguéi Muraviov duró hasta enero de 1826. Durante el levantamiento de noviembre de 1830-1831, los polacos intentaron revivir la República de las Dos Naciones.
Durante la siguiente guerra turco-rusa, Gran Bretaña, Francia y el Reino de Cerdeña se pusieron del lado del Imperio Otomano, cuyo protectorado, Valaquia, fue ocupado por Rusia y comenzó la Guerra de Crimea de 1853-1856. Para destruir la base naval de Sebastopol en 1854, se eligió Eupatoria como el lugar del desembarco conjunto. En 1855, los campesinos de la región de Kiev comenzaron el reclutamiento de milicias conocidas como los cosacos de Kiev, que organizaron comunidades autónomas y se negaron a desempeñar sus funciones. La rendición de Sebastopol después de la derrota rusa y la inundación de la flota del mar Negro tuvo como consecuencia la prematura muerte de Nicolás I.
El nuevo emperador Alejandro II se comprometió a reformar el país siguiendo el modelo occidental. Entre 1861 y 1865 llevó a cabo una serie de reformas: agraria (los campesinos dejaron de ser una propiedad, recibieron tierras a cambio de rescate y derechos civiles), judicial (fiscales, abogados, jurados y audiencias públicas), militar (sustitución del servicio de 25 años por servicio militar de 6 años), autogobierno (los pueblos se unieron en vólosts, se eligieron «zemstvos» y se formaron ayuntamientos). Pero los zemstvos no se introdujeron en el Margen Derecho hasta 1911, por temor a la autoorganización polaca. La revolución industrial provocó el rápido crecimiento de las empresas industriales que necesitaban trabajadores y los campesinos se trasladaron en masa a las ciudades en busca de una vida mejor. En 1865, se construyó el primer trayecto de ferrocarril con 200 kilómetros de largo entre Odesa y Balta para entregar pan al puerto para la exportación. El cultivo de remolacha azucarera estuvo en auge en la región dePodolia y región oeste de Ucrania, y el tabaco en la región este. En la década de 1870, el empresario británico John Hughes construyó la planta metalúrgica más grande del imperio en la ciudad de Donetsk. El desarrollo de la metalurgia fomentó el desarrollo industrial de los depósitos de carbón en la cuenca de Donetsk y el mineral de hierro en Kryvyi Rih. Paralelamente a la industrialización, hubo una urbanización masiva. Las ciudades cambian de aspecto: las calles se pavimentan, aparece la electricidad en 1854, aparecen los tranvías a caballo y eléctricos en 1892 y se construye un sistema de alcantarillado centralizado en 1894.

## Renacimiento nacional

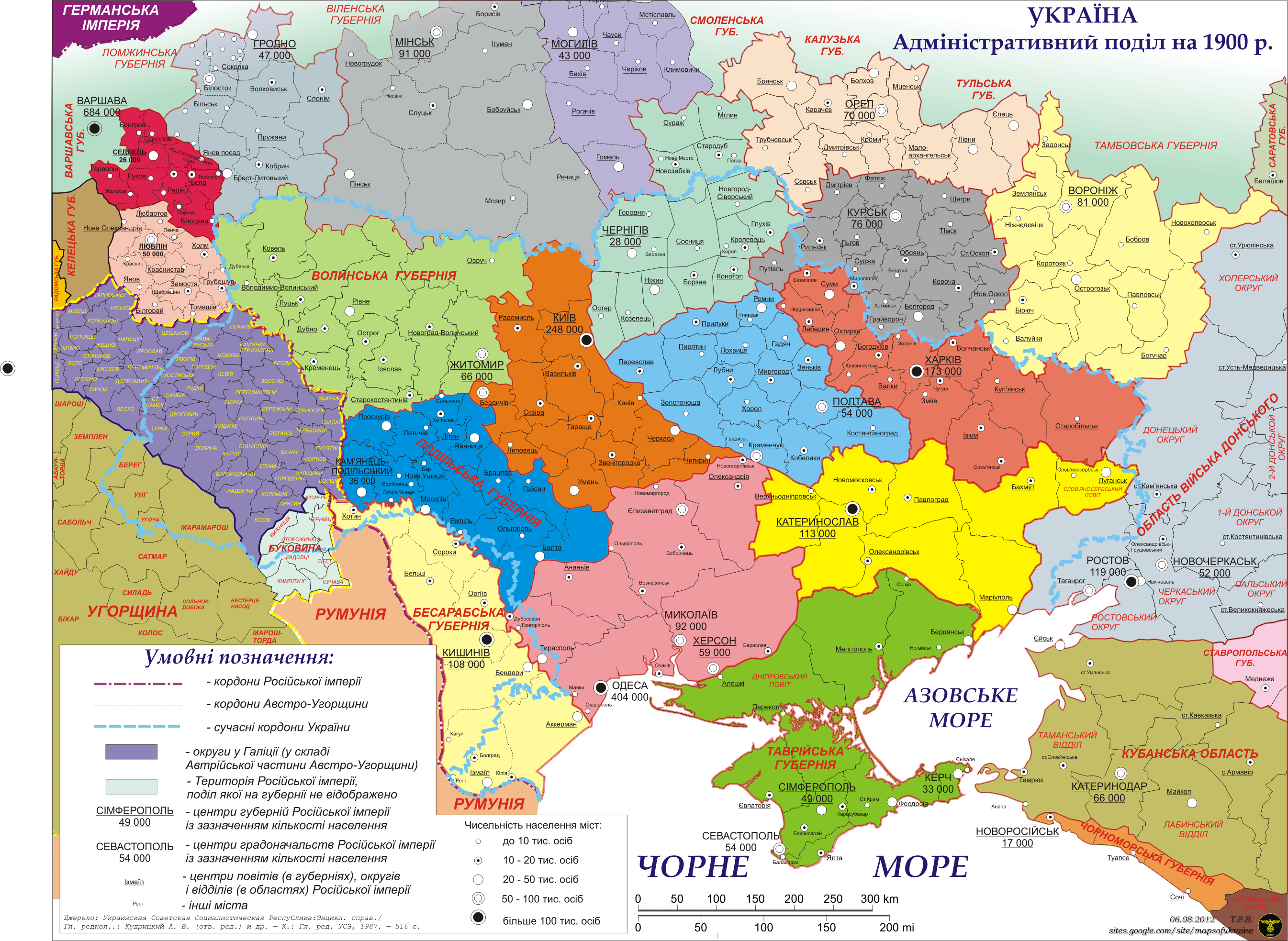
Gobernaciones de Ucrania, año 1900.

Debido a la expansión del círculo de personas educadas y de la ilustración, aparecieron las ideas de los derechos humanos, el nacionalismo y la democracia. El renacimiento nacional ucraniano tuvo una extensa evolución dividida en distintas etapas. En la segunda mitad del siglo XVIII, los representantes de la elite ucraniana realizaron un estudio sobre el idioma ucraniano, la historia y tradiciones de la cultura ucraniana. Este estudio se convertiría en la base de la ilustración nacional en la segunda mitad del siglo XIX, base sobre la cual aparecieron ideas nacionalistas que fueron difundidas entre la población, lo que daría lugar a la formación del arte, la literatura y las ciencias nacionales. A principios del siglo XX, estos cambios se convirtieron en una etapa política con la formación de leyes específicas para garantizar los derechos de los ucranianos en todas las esferas de la vida, tanto cultural como política y económica. 
Se considera que el comienzo del renacimiento de la literatura ucraniana es la publicación en 1798 de la Eneida, una burlesca escrita por Iván Kotliarevski, que es una interpretación de una obra antigua clásica, la Eneida. El primer círculo de intelectuales en Járkov se fundó alrededor de la universidad de la ciudad, donde se publicaron colecciones de folclore, se formaron las primeras normas gramaticales del ucraniano y aparecieron los primeros escritores ucranianos; Petró Hulak, Hryhoriy Kvitka y Mijaíl Ostrogradski. En la década de 1820, apareció la Historia de Rutenia de Hryhoriy Konysky, que corrobora la sucesión de Rutenia a Ucrania, y no a los principados del noreste de Moscú y Rusia. En 1834, se inauguró la Universidad de Kiev. Kobzar de Tarás Shevchenko fue publicado en San Petersburgo en 1840. Durante 1845-1847, la Hermandad de Cirilo y Metodio operó clandestinamente en Kiev, que trabajó en el libro de la existencia del pueblo ucraniano de Nikolái Kostomárov. Los hermanos buscaron formar una confederación de repúblicas eslavas libres y abolir la servidumbre del Imperio ruso. En marzo de 1847, se prohibieron las actividades de la hermandad, los miembros fueron arrestados y Tarás Shevchenko fue enviado a servir en el ejército en Kazajistán. 
En 1862, el gobierno zarista prohibió más de 100 escuelas dominicales ucranianas y, en 1863, el ministro del Interior del Imperio ruso, Piotr Valúev, emitió una circular que prohibía el uso del idioma ucraniano fuera del hogar. En 1866, se abrió la Universidad de Odesa, los institutos politécnicos de Kiev, Járkov y Dnipró. En ese momento, los historiadores ucranianos Nikolái Kostomárov, Volodímir Antonóvich, Dmytró Yavornitski y Mijailo Hrushevski estaban trabajando en un artículo de la historia de Ucrania-Rutenia. También se importó mucha literatura de la región de Galitzia. En 1876, Alejandro II emitió el Ukaz de Ems, que restringía el uso del idioma ucraniano en Rusia, prohibía la publicación de libros en ucraniano, la importación desde el extranjero, las obras teatrales, etc. 
Mijailo Drahománov emigró a Suiza, donde difundió las ideas del social socialismo y la creación de una confederación paneuropea de pueblos con Ucrania como parte de ella. Durante la década de 1880, los miembros de la comunidad de Kiev intentaron continuar con sus actividades educativas, pero solo en el idioma ruso en las páginas de la revista Kýivskaia Staryná. En contraste, los nacionalistas radicales, partidarios de la autonomía nacional, formaron la Hermandad de Tarásivtsi en 1891, uno de cuyos miembros era Borýs Hrinchenko. Los representantes ucranianos del modernismo fueron; en la arquitectura, Vladislav Gorodetsky); la poesía, Mijailo Semenko; la literatura, Olga Kobilianska, Iván Frankó, Lesya Ukrainka, Mijailo Kotsiubinski; la pintura, Oleksander Murashko, Iván Trush, Kazimir Malévich.

## Colonias ucranianas

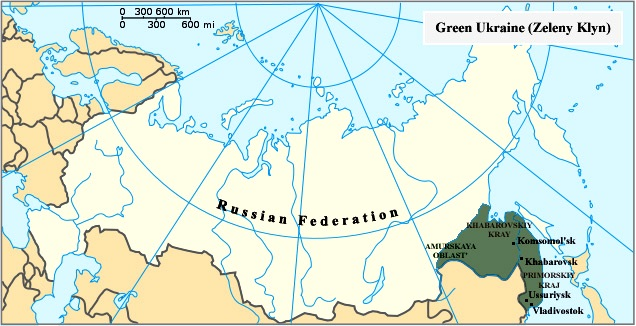
Región de Ucrania Verde.

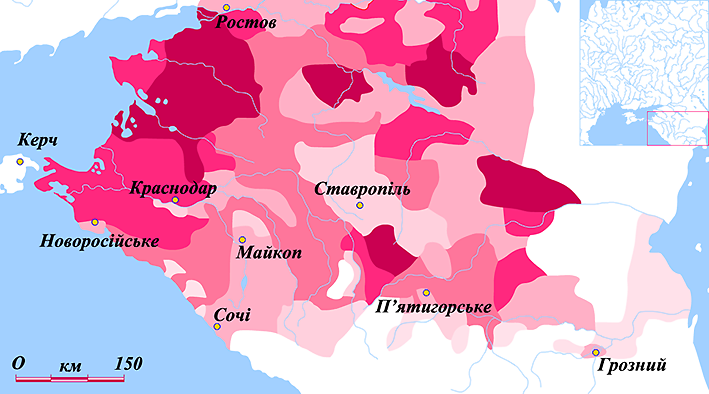
Población ucraniana en Kubán, Ucrania Frambuesa, 1926.

Mapa lingüístico de Kazajistán, 1991. En morado oscuro puede apreciarse la población ucraniano-hablante resultado de los asentamientos de Ucrania Gris.

Las colonias ucranianas dentro del imperio ruso se refiere a las agrupaciones de ucranianos étnicos en distintos lugares del imperio ruso como Siberia. La causa principal de este hecho fue la deportación masiva de ucranianos a lugares remotos del imperio con el fin de desarrollar la tierra y potenciar la mano de obra. Aunque estas colonias nunca se reconocieron como tal ni tuvieron nombre oficial, los ucranianos las han denominado basándose en colores, por ejemplo, debido a las extensas tierras verdes de las localidades fundadas por ucranianos como Jabárovsk, se la llama a esta colonia Ucrania Verde; el color gris de las montañas del norte de la actual Kazajistán sirvieron de inspiración para llamar a esa colonia Ucrania Gris. También existieron otras colonias de menor tamaño como Ucrania Amarilla en la región oeste de Rusia. Ucrania Frambuesa por otro lado, puede considerarse más una región étnica ucraniana que una colonia, ya que los ucranianos representaban el 62% de toda la región de Kubán. El origen de esta población fue la "deportación" de los cosacos ucranianos tras ser utilizados por el ejército ruso en el siglo XVIII y XIX.  
Las minorías que vivían en las regiones de Ucrania Amarilla o Ucrania Gris, simplemente fueron siendo asimiladas y su autoidentificación ucraniana se fue perdiendo, aunque en la actualidad pueden encontrarse importantes aglomeraciones de población ucraniano-hablante en el norte de Kazajistán. En la región de Ucrania Verde, la población fue rusificada a la fuerza, habiendo ejecuciones y deportaciones; al igual que en Ucrania Frambuesa, aunque en Ucrania Frambuesa el golpe fue mucho más severo, ya que fue una de las zonas más afectadas del Holodomor, donde murieron entre 4 000 000 y 12 000 000 de ucranianos en 1933.  
En la actualidad ninguna de las regiones posee una importante población de autoidentificación ucraniana, sobre todo tras los actos genocidas de Stalin, por el cual la población ucraniana pasó de ser el 62% de la población total en 1927 a ser en la actualidad menos del 3% en toda la región de Kubán. A pesar de ello, los ucranianos son el segundo grupo étnico más grande en las regiones en la actualidad, aunque una minoría mucho más reducida que hace un siglo.

## Ucrania bajo el Imperio Habsburgo
Como resultado de la división de la República de las Dos Naciones, la región de Ucrania Roja pasó al Imperio austríaco. En 1772 se formó una nueva unidad administrativa, el Reino de Galicia y Lodomeria. María Teresa y su hijo José II llevaron a cabo inmediatamente una serie de reformas del autogobierno local, los católicos griegos fueron equiparados con los católicos latinos, se reabrió la Universidad de Leópolis, se permitió que las escuelas se impartieran en su idioma nativo y se abolió la dependencia personal de los campesinos de la servidumbre, pero se conservó la servidumbre. Después de las acciones militares conjuntas de Rusia y Austria contra el Imperio Otomano en 1774, Bucovina fue cedida a Viena. De 1786 a 1849 formó parte de Galicia, y en 1862 se transformó en una tierra independiente de la corona del imperio. En 1781, el emperador José II emitió un decreto uniendo todas las parroquias y monasterios dentro de la Bucovina austriaca en una sola diócesis y subordinándola al obispo Dosifey Hereskul. El 12 de diciembre, la catedral episcopal fue trasladada a Chernivtsí. Durante las Guerras napoleónicas, el Reino de Galicia y Lodomeria se formó en 1809, y las tierras de Lublin y Volinia Occidental fueron cedidas al Ducado de Varsovia, que fue absorbido por Rusia en 1815, cediendo la región de Ternópol. En 1846 se anexaron a Galicia los principados de Cracovia y Auschwitz y Zator.

## Primera Guerra Mundial. Revoluciones y consecuencias
Cuando la Primera Guerra Mundial y una serie de revoluciones en toda Europa, incluida la Revolución de Octubre en Rusia, destrozaron muchos imperios existentes, como los de Austria y Rusia, el pueblo de Ucrania quedó atrapado en medio. Entre 1917 y 1919, varias repúblicas ucranianas separadas manifestaron su independencia, el Territorio Libre anarquista, la República Popular de Ucrania, el Estado de Ucrania, la República Popular de Ucrania Occidental y la República Socialista Soviética de Ucrania.
A medida que el área de Ucrania caía en la guerra y la anarquía, fue atacada por las fuerzas del Ejército Imperial Alemán, el Ejército austrohúngaro, el Ejército Rojo de la Rusia bolchevique, el Movimiento Blanco del general Denikin, el Ejército de Polonia y los anarquistas dirigidos por Néstor Majnó. Kiev fue ocupada por muchos ejércitos diferentes. La ciudad fue capturada por los bolcheviques el 9 de febrero de 1918, por los alemanes el 2 de marzo de 1918, por los bolcheviques por segunda vez el 5 de febrero de 1919, por el Ejército Blanco el 31 de agosto de 1919, por los bolcheviques por tercera vez el 15 de diciembre de 1919 , por el ejército polaco el 6 de mayo de 1920 y finalmente por los bolcheviques por cuarta vez el 12 de junio de 1920.
La derrota en la Guerra polaco-ucraniana y luego el fracaso del Tratado de Varsovia de 1920 de Piłsudski y Petliura para expulsar a los bolcheviques durante la Ofensiva de Kiev de 1920 condujo casi a la ocupación de la propia Polonia. Esto condujo a la Guerra polaco-soviética, que culminó con la firma de la Paz de Riga en marzo de 1921. La Paz de Riga dividió los territorios en disputa entre Polonia y la Rusia soviética. Específicamente, la parte de Ucrania al oeste del río Zbruch se incorporó a Polonia, mientras que la parte oriental se convirtió en parte de la Unión Soviética como la República Socialista Soviética de Ucrania. La primera capital de la República Socialista Soviética de Ucrania fue Járkov; en 1934, la capital se trasladó a Kiev.

## Entreguerras
La revolución que llevó al poder al partido socialista devastó Ucrania, dejando más de 1.5 millones de muertos y cientos de miles sin hogar, además de que la Ucrania soviética tuvo que enfrentarse a la hambruna de 1921. Viendo a la sociedad exhausta, el gobierno soviético siguió siendo muy flexible durante la década de 1920. Así, la cultura nacional y el idioma ucraniano disfrutaron de un renacimiento, ya que la «ucranización» se convirtió en una aplicación local de la política soviética de la korenización (literalmente «indigenización»). Los bolcheviques también se comprometieron a introducir atención a la salud, educación y seguridad social con múltiples beneficios, así como el derecho al trabajo y a la vivienda. Los derechos de la mujer se incrementaron considerablemente a través de nuevas leyes que pretendían eliminar las desigualdades sociales. La mayoría de estas políticas fueron bruscamente suprimidas a comienzos de la década de 1930, después de que Iósif Stalin gradualmente consolidara su poder para convertirse en el líder del Partido Comunista de la URSS y en el dictador de facto de la Unión Soviética.
La idea nacional ucraniana perduró durante los años de entreguerras e incluso se extendió a un gran territorio con una población tradicionalmente mixta en el este y el sur que pasó a formar parte de la república soviética de Ucrania. En esos años, se reservaron varias unidades territoriales nacionales para grupos étnicos no ucranianos. Además de una república autónoma en el oeste para el pueblo moldavo de Ucrania, existían en ese periodo varios raiones nacionales, que incluían ocho rusos, siete alemanes, cuatro griegos, cuatro búlgaros, tres judíos y uno polaco.
El sistema educativo basado en el idioma ucraniano, que se desarrolló rápidamente, elevó drásticamente la alfabetización de la población rural de habla ucraniana. Simultáneamente, los ucranianos étnicos recién alfabetizados emigraron a las ciudades, que rápidamente se ucranizaron en gran medida, tanto en población como en educación. Igualmente expansivo fue un aumento en las publicaciones en idioma ucraniano y la emergencia general de la vida cultural ucraniana.
Al mismo tiempo, se alentó continuamente el uso del ucraniano en el lugar de trabajo y en los asuntos gubernamentales, ya que se implementó el reclutamiento de cuadros indígenas como parte de las políticas de korenización. Si bien inicialmente, el aparato del partido y del gobierno era mayoritariamente de habla rusa, a fines de la década de 1920, los ucranianos étnicos componían más de la mitad de los miembros del Partido Comunista de la RSS de Ucrania, el número se fortaleció con la adhesión del Partido Ucraniano Socialista-Revolucionario Borotbista, un antiguo partido comunista independentista y no bolchevique.
A pesar de la campaña antirreligiosa en curso en toda la Unión Soviética, se creó la iglesia ortodoxa nacional ucraniana, llamada Iglesia ortodoxa autocéfala ucraniana (UAOC). El gobierno bolchevique inicialmente vio a la iglesia nacional como una herramienta en su objetivo de reprimir a la Iglesia Ortodoxa Rusa, siempre vista con gran sospecha por parte del régimen, por ser la piedra angular del Imperio ruso prerrevolucionario y la fuerte oposición inicial que tuvo hacia el cambio de régimen. Por lo tanto, el gobierno toleró la nueva iglesia nacional ucraniana durante algún tiempo y la UAOC ganó muchos seguidores entre el campesinado ucraniano.
El cambio en las políticas económicas soviéticas hacia la industrialización acelerada estuvo marcado por la introducción en 1928 del primer Plan Quinquenal de Iósif Stalin. La industrialización provocó una transformación económica y social espectacular en la Ucrania tradicionalmente agrícola. En las primeras fases, la producción industrial de Ucrania se cuadruplicó y la república experimentó un desarrollo industrial récord. La afluencia masiva de la población rural a los centros industriales aumentó la población urbana del 19 % al 34 %.

#### Colectivización soviética
Sin embargo, la industrialización tuvo un alto costo para el campesinado, demográficamente la columna vertebral de la nación ucraniana. Para satisfacer la necesidad del estado de aumentar el suministro de alimentos y financiar la industrialización, Stalin instituyó un programa de colectivización de la agricultura, que afectó profundamente a Ucrania, a menudo denominada el «granero de la URSS». A fines de la década de 1920 y principios de la de 1930, el estado reunió las tierras y los animales de los campesinos en granjas colectivas. Esta política se aplicó partir de 1929, utilizando tropas regulares y policía secreta para confiscar tierras y materiales cuando fue necesario.
Muchos resistieron y se produjo una lucha desesperada del campesinado contra las autoridades. Algunos sacrificaron su ganado en lugar de entregarlo a las granjas colectivas. Los campesinos más ricos fueron etiquetados como «kuláks», enemigos del estado. Decenas de miles fueron ejecutados y unas cien mil familias fueron deportadas a Siberia y la RSS de Kazajistán.
La colectivización forzosa tuvo un efecto devastador en la productividad agrícola. A pesar de esto, en 1932 el gobierno soviético aumentó las cuotas de producción de Ucrania en un 44 %, asegurando que no se pudieran cumplir. La ley soviética requería que los miembros de una granja colectiva no recibieran grano hasta que se cumplieran las cuotas del gobierno. En muchos casos, las autoridades exigieron niveles tan altos de adquisiciones de las granjas colectivas que la hambruna se generalizó.
La hambruna soviética de 1932-1933, llamada Holodomor en ucraniano, se cobró hasta diez millones de vidas ucranianas cuando el régimen de Stalin eliminó por la fuerza las existencias de alimentos de los campesinos por parte de la policía secreta de la NKVD. Como en otros lugares, es posible que nunca se conozca con precisión el número exacto de muertes por inanición en Ucrania. Dicho esto, los estudios demográficos más recientes sugieren que más de cuatro millones de ucranianos perecieron solo en los primeros seis meses de 1933, cifra que aumenta si se incluyen también las pérdidas de población de 1931, 1932 y 1934, junto con las de los territorios adyacentes habitados principalmente por ucranianos (pero políticamente parte de la República Socialista Federativa Soviética de Rusia), como el Kubán.
La Unión Soviética suprimió la información sobre esta hambruna, y hasta la década de 1980 solo admitió que hubo algunas dificultades debido al sabotaje de los kulak y al mal tiempo. Los no soviéticos sostienen que la hambruna fue un acto de genocidio evitable y deliberado.
Los tiempos de industrialización y colectivización también provocaron una amplia campaña contra la «desviación nacionalista», que en Ucrania se tradujo en un asalto a la élite política y cultural nacional. La primera ola de purgas entre 1929 y 1934 apuntó a la generación revolucionaria del partido que en Ucrania incluía a muchos partidarios de la ucranización. La siguiente ola de purgas políticas de 1936-1938 eliminó gran parte de la nueva generación política que reemplazó a los que perecieron en la primera ola y redujo a la mitad la membresía del Partido Comunista de la RSS de Ucrania.

### Ucrania Occidental bajo ocupación

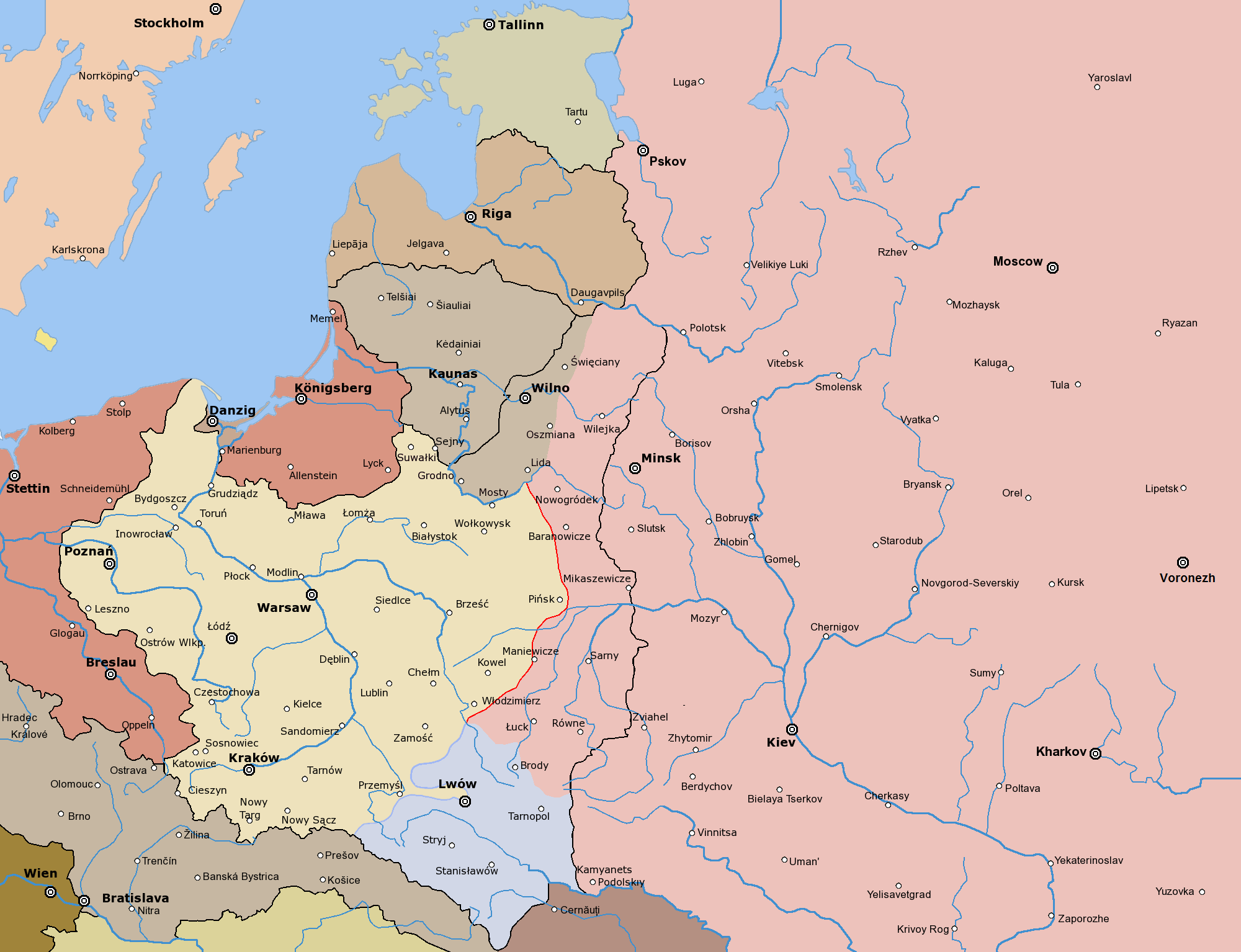
La ruptura del sitio de Leópolis por parte de los polacos (noviembre de 1919) y la frontera polaca en el río Zbruch al final de la guerra, con el este de Galicia (mostrado en azul) bajo control polaco.

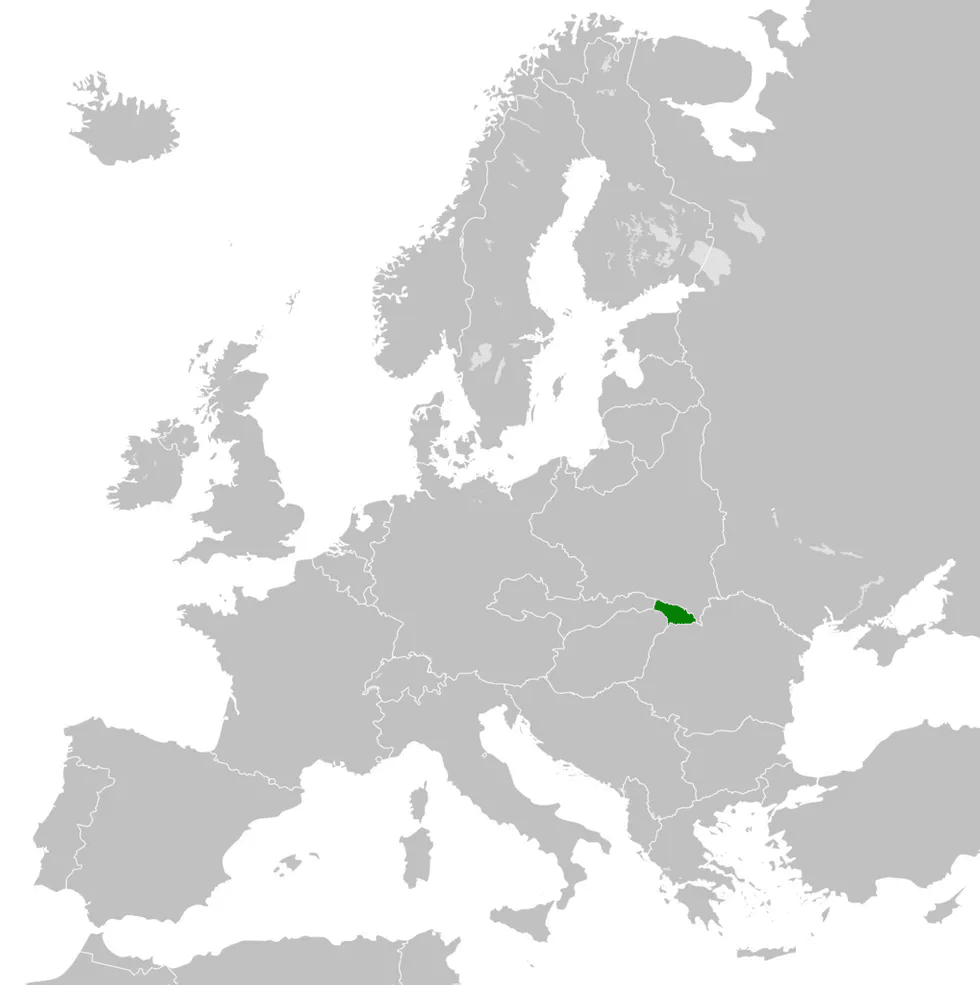
Ubicación de Ucrania de los Cárpatos.

Tras el final de la Primera Guerra Mundial, la parte oriental de la antigua provincia austríaca de Galitzia, así como Volinia, que había pertenecido al Imperio ruso, acabó siendo el motivo de la guerra polaco-ucraniana. Los ucranianos reclamaron estas tierras porque constituían la mayoría de la población (a excepción de las ciudades, como Leópolis, mientras que los polacos vieron estas provincias como tierras fronterizas orientales, una parte histórica de su país. La guerra fue ganada por los polacos, y su dominio sobre estas tierras en disputa se consolidó después de otra victoria polaca, en la guerra polaco-soviética. Si bien algunos ucranianos apoyaron a Polonia, sus esperanzas de independencia o autonomía se desvanecieron rápidamente.
En el período de entreguerras, el este de Galitzia se dividió en tres unidades administrativas: el voivodato de Leópolis, el voivodato de Stanisławów y el voivodato de Tarnopol, mientras que en Volinia se creó el voivodato de Volinia. Las autoridades polacas a menudo trataban a la mayoría ucraniana de estas tierras como ciudadanos de segunda clase. 
Según el censo de la Segunda República Polaca de 1931, 9 millones de personas vivían en el oeste de Ucrania de los cuales 5,6 millones eran ucranianos y 2,2 millones eran polacos. En ese momento, las tierras de Ucrania occidental, que se convirtieron en parte de Polonia siguieron una política de polonización, aumentando la opresión nacional. Los ucranianos constituían un tercio de la población de la República de Polonia, por lo que 300 000 polacos se trasladaron al este y un gran número de ucranianos se vieron obligados a emigrar al extranjero en busca de trabajo. 
Con la llegada al poder de Józef Piłsudski, se instauró en el este de Polonia un régimen autoritario conocido como rehabilitación. La oposición política fue perseguida por medios y métodos legales. Se siguió una política de represión cultural contra las minorías nacionales, que en el otoño de 1930 se convirtió en represión masiva contra la población ucraniana de Galitzia y Volinia. Se desplegaron unidades de la policía y el ejército polacos en más de 800 aldeas, se detuvo a más de 2 000 personas, se liquidaron organizaciones ucranianas y se quemaron unas 500 casas. Llegó al punto de que en 1932 la Sociedad de las Naciones condenó las acciones del gobierno polaco contra la población ucraniana, la respuesta fue el surgimiento del movimiento nacionalista. Ya en 1920, el coronel de la República Popular de Ucrania, Yevguén Konovalets, creó la Organización Militar Ucraniana, que se transformó en 1929 en la Organización de Nacionalistas Ucranianos (OUN) con el propósito de la lucha terrorista clandestina. En 1921, se estableció la Universidad Secreta Ucraniana en Leópolis, y en el año de su cierre, en 1925, Dmytro Levitski fundó la Unión Democrática Nacional Ucraniana, que eligió métodos legales de lucha. Un grupo de miembros de la OUN encabezados por Stepán Bandera llevó a cabo una serie de asesinatos políticos: en 1933, un diplomático soviético responsable del Holodomor, en 1934, el ministro del Interior polaco, Bronislav Peratsky, por la pacificación. En el mismo año, se estableció el campo de concentración de Bereza Kartuzka para presos políticos, se llevaron a cabo juicios de demostración y se arrestó a varios activistas de la OUN.
El dominio polaco sobre las provincias terminó en septiembre de 1939, tras el ataque nazi y soviético. Después de la Batalla de Leópolis, las unidades del Ejército Rojo entraron en la capital regional, Leópolis, y después de las Elecciones organizadas para las Asambleas Populares de Ucrania Occidental y Bielorrusia Occidental, tanto el este de Galitzia como Volinia fueron anexados por la Unión Soviética.
Unos días después de que los alemanes invadieran Polonia, el dictador soviético Iósif Stalin le dijo a un asistente que su objetivo a largo plazo era la expansión del comunismo en Europa del Este: "Ahora [Polonia] es un estado fascista que oprime a los ucranianos, bielorrusos, etc. ¡La aniquilación de ese estado en las condiciones actuales significaría un estado fascista burgués menos con el que lidiar! ¿Cuál sería el daño si como resultado de la derrota de Polonia extendiéramos el sistema socialista a nuevos territorios y poblaciones?"
El historiador Geoffrey Roberts señala que los comentarios marcaron un cambio con respecto a la política anterior de "frente popular" de cooperación del Partido Comunista con otros partidos. Agrega: "El propósito inmediato de Stalin era presentar una justificación ideológica para la próxima invasión de Polonia por parte del Ejército Rojo" y su mensaje principal era la necesidad de evitar una guerra civil revolucionaria".  El historiador Timothy D. Snyder sugiere que "Stalin pudo haber razonado que devolver Galitzia y Volinia a la Ucrania soviética ayudaría a cooptar el nacionalismo ucraniano. Tal vez Stalin vio una manera de darles a los ucranianos y polacos algo que querían, mientras los unía a la URSS".
Los ucranianos que habitaban Transcarpacia tenían una autonomía limitada dentro de Checoslovaquia. En ese momento, había cuatro corrientes políticas en la región: los magiares (que se consideraban a sí mismos húngaros), los rusinos (que intentaban establecerse como una nación separada), los rusófilos (que buscaban la unificación con Rusia) y los ucranófilos, que difundieron sus ideas con determinación y rápidamente superaron a sus competidores. Como resultado de la Conspiración de Múnich en octubre de 1938, se formó la Ucrania de los Cárpatos, encabezada por Augustyn Voloshin. Pero en noviembre, como resultado del Arbitraje de Viena, fue parcialmente ocupada por Hungría. El 15 de marzo de 1939, el Sejm de la Ucrania de los Cárpatos proclamó una república independiente. La bandera azul y amarilla y el himno Ucrania aún no ha muerto fueron elegidos como símbolos del Estado. El mismo día comenzó la ocupación final de Hungría, tras la invasión del Reino de Hungría, la región fue ocupada y anexada en primavera de 1939, invasión en la cual 27 000 civiles ucranianos fueron asesinados.

## Segunda Guerra Mundial
El 23 de agosto de 1939, en Moscú, los ministros de relaciones exteriores de la Unión Soviética, Viacheslav Mólotov y la Alemania nazi, Joachim von Ribbentrop, firmaron un Tratado de no Agresión acompañado de un protocolo adicional secreto sobre la división de Europa del Este: el Pacto Ribbentrop-Mólotov. El 1 de septiembre, los ejércitos alemanes cruzaron la frontera polaca, Francia y el Reino Unido entraron en la guerra al bando de Polonia; este fue el comienzo de la Segunda Guerra Mundial. El 17 de septiembre, las tropas soviéticas cruzaron la frontera polaca desde el este. De acuerdo con el protocolo adicional secreto, Polonia Occidental se convertía en un área de interés alemán y la Unión Soviética recuperaba todas las tierras del Imperio ruso, recibía Galicia y anexionaba Besarabia y el norte de Bucovina. 
Tras la invasión soviética de Polonia en septiembre de 1939, las tropas alemanas y soviéticas se repartieron el territorio polaco. Por lo tanto, Galitzia y Volinia con su población mayoritariamente ucraniana volvieron a unirse con el resto de Ucrania. La unificación de los territorios ucranianos, alcanzada por primera vez en su historia, fue un acontecimiento decisivo en la historia de la nación. Conforme a un Tratado entre la URSS y la Tercera República Checoslovaca, firmado el 29 de junio de 1945, la región de la Rutenia subcarpática, era traspasada a la RSS de Ucrania, convirtiéndose en la actual óblast de Zakarpatia. Luego, después de que Francia se rindiera a Alemania, Rumania cedió Besarabia y el norte de Bucovina a las demandas soviéticas. La República Socialista Soviética de Ucrania incorporó los distritos norte y sur de Besarabia, el norte de Bucovina y, además, la región de Hertsa ocupada por los soviéticos, pero cedió la parte occidental de la RASS de Moldavia a la RSS de Moldavia recién creada. Todas estas conquistas territoriales fueron reconocidas internacionalmente por los Tratados de Paz de París de 1947.
El 22 de junio de 1941, formado la Operación Barbarroja para derrotar a la Unión Soviética y ganar el territorio estratégico, los ejércitos de la Alemania nazi se lanzaron a la ofensiva contra las tropas soviéticas a lo largo de toda la frontera y formó el Frente Oriental. Los batallones del ejército sur fue enviado a Ucrania, el número de tropas y equipamiento soviético estaba igualado respecto al ejército alemán, pero el factor sorpresa llevó a un rápido y feroz avance por parte de Alemania. Los alemanes, utilizando las tácticas de guerra relámpago perfeccionadas en los países europeos, avanzaron rápidamente en unidades mecanizadas hacia la retaguardia de las tropas soviéticas, rodeando ejércitos enteros. Después de romper la contraofensiva de los tanques soviéticos en el área de Lutsk, las tropas alemanas estuvieron cerca de Kiev en unas pocas semanas. En septiembre, casi todo el frente sudoccidental soviético, 660 000 soldados, fue mandado a campos de concentración. Después de una defensa de tres meses en octubre, las tropas alemanas aliadas capturaron Odesa. En noviembre comenzó el asedio de Sebastopol, que atrajo a parte de las tropas alemanas hacia el Cáucaso.
Las fuerzas de ocupación alemanas anexaron las antiguas tierras austrohúngaras y formaron el Comisariado Imperial de Ucrania con su capital en Rivne y gobernado por Erich Koch. Las tierras al oeste del río Dniéster fueron cedidas a Rumania como Transnistria, el resto del territorio de Ucrania estaba bajo el control de la administración militar. Una parte de los ucranianos y polacos, particularmente en el oeste, donde habían experimentado dos años de duro gobierno soviético, inicialmente consideraron a los soldados de la Wehrmacht como libertadores. Los soviéticos en retirada asesinaron a miles de prisioneros. Algunos activistas ucranianos del movimiento nacional esperaban un impulso para establecer un estado independiente de Ucrania. Inicialmente, las políticas alemanas alentaron un poco esas esperanzas a través de las vagas promesas de la «Gran Ucrania» soberana, ya que los alemanes estaban tratando de aprovechar los sentimientos antisoviéticos, antiucranianos, antipolacos y antijudíos. Se formó una policía auxiliar ucraniana local, así como una división de las SS de Ucrania, la 14.ª División de Granaderos Waffen de las SS Galicia (1.ª ucraniana). Sin embargo, después del período inicial de tolerancia limitada, las políticas alemanas pronto cambiaron abruptamente y el movimiento nacional ucraniano fue brutalmente aplastado.
Después del fracaso de la Blitzkrieg alemana cerca de Moscú en el invierno de 1941, las tropas soviéticas intentaron sin éxito una contraofensiva en la primavera de 1942. En julio de 1942, los alemanes ocuparon su último asentamiento en la Unión Soviética. Tras las derrotas en El Alamein y Stalingrado, la Alemania nazi perdió a su principal aliado, Italia, y una ventaja militar-táctica. El 18 de diciembre de 1942, las tropas soviéticas comenzaron a liberar los territorios ocupados. Al ocupar el norte de Italia y establecer la República títere de Salo, los alemanes intentaron tomar la iniciativa en el Frente Oriental, recuperando Járkov. Pero en agosto de 1943, los alemanes perdieron la batalla de Kursk y las tropas aliadas desembarcaron en el sur de Italia. Esto finalmente cambió el rumbo de la guerra y abrió el camino para la maquinaria militar soviética hacia Occidente. 
Kiev fue reconquistada por el Ejército Rojo soviético el 6 de noviembre de 1943. En mayo de 1944, siendo Crimea liberada, las autoridades soviéticas llevaron a cabo la deportación forzosa de los tártaros de Crimea por un supuesto colaboracionismo. A fines de octubre de 1944, el último territorio de la actual Ucrania (cerca de Úzhgorod, entonces parte del Reino de Hungría) fue liberado de tropas alemanas; esto se celebra anualmente en Ucrania (el 28 de octubre) como el «Aniversario de la liberación de Ucrania de los nazis». El 7 de mayo de 1945, Alemania capituló y el 8 de mayo se declaró el Día de la Victoria en Europa. El 2 de septiembre de 1945, Japón capituló y terminó la Segunda Guerra Mundial.
Aunque la gran mayoría de los ucranianos lucharon junto con el Ejército Rojo y los partisanos, la Organización de Nacionalistas Ucranianos creó una organización antisoviética en Galicia, el Ejército Insurgente Ucraniano (1942) combatió a las fuerzas nazis ocupantes y continuaron luchando contra la Unión Soviética incluso años después de la guerra. Utilizando tácticas de guerra de guerrillas, los insurgentes asesinaron y atemorizaron a quienes percibían como representantes o aliados del Estado soviético. En la misma época, otro movimiento nacionalista luchó junto con los nazis, la Organización de Nacionalistas Ucranianos.
Muchos civiles fueron víctimas de atrocidades, trabajos forzados e incluso masacres de pueblos enteros en represalia por los ataques contra las fuerzas nazis. De los once millones de soldados soviéticos estimados que cayeron en la batalla contra los nazis, alrededor del 16 % (1.7 millones) eran de etnia ucraniana. Además, Ucrania vio algunas de las batallas más importantes de la guerra, comenzando con el cerco de Kiev donde más de 660 000 soldados soviéticos fueron tomados cautivos, en la férrea defensa de Odesa y el victorioso asalto al otro lado del río Dniéper.

## Posguerra (1945-1991)

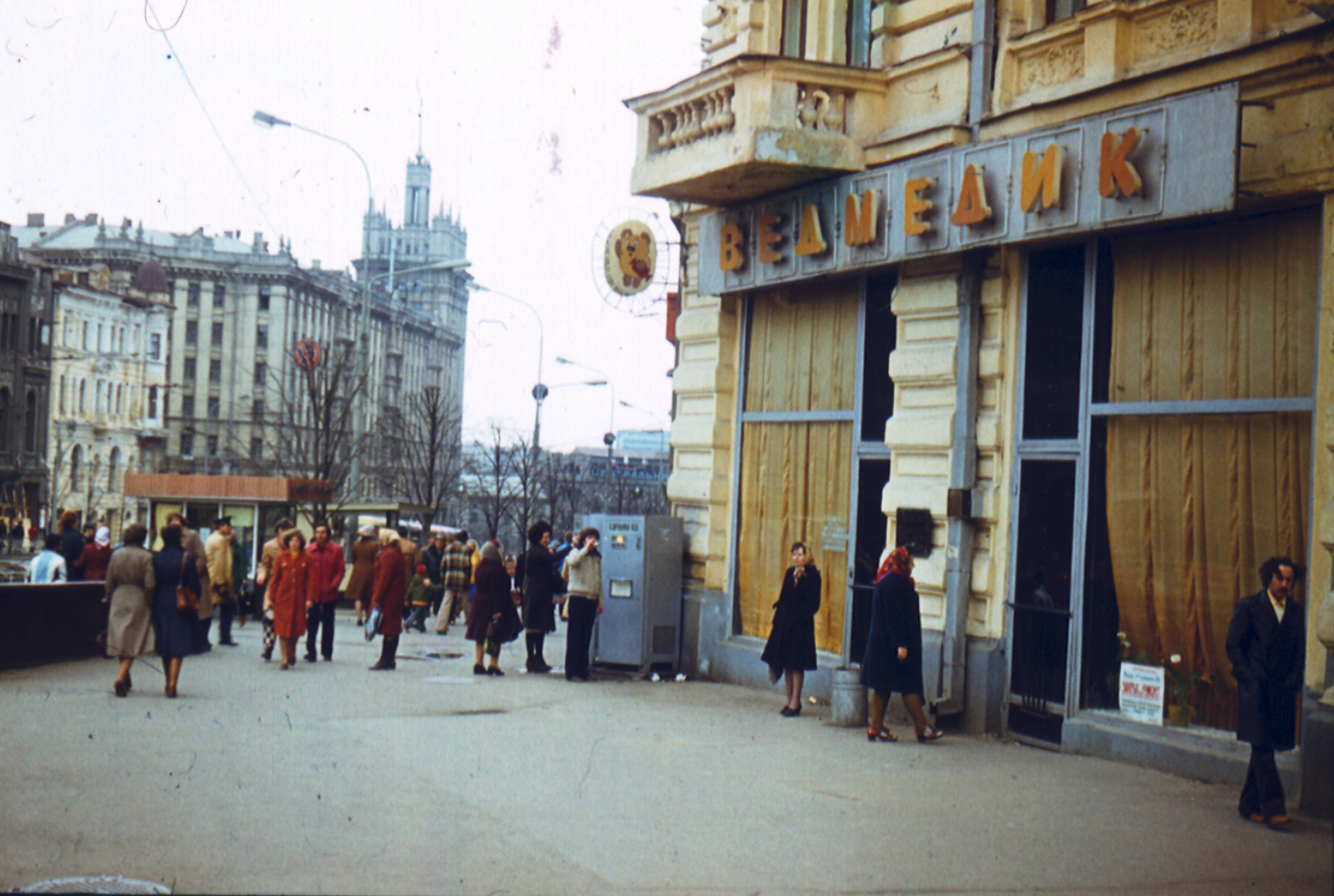
Járkov en 1981.

Después de la Segunda Guerra Mundial, se aceptaron algunas enmiendas a la Constitución de la RSS de Ucrania, lo que le permitió actuar como un sujeto separado del derecho internacional en ciertos casos y, hasta cierto punto, seguir siendo parte de la Unión Soviética. En particular, estas enmiendas permitieron que la RSS de Ucrania se convirtiera en uno de los miembros fundadores de las Naciones Unidas (ONU) junto con la Unión Soviética y la RSS de Bielorrusia. Esto fue parte de un trato con los Estados Unidos para asegurar un grado de equilibrio en la Asamblea General, que, según la opinión de la URSS, estaba desequilibrada a favor del Bloque Occidental. En su calidad de miembro de la ONU, la República Socialista Soviética de Ucrania fue miembro electo del Consejo de Seguridad de las Naciones Unidas en 1948-1949 y 1984-1985.
Durante las siguientes décadas, la república de Ucrania no solo superó los niveles de industria y producción anteriores a la guerra, sino que también fue la punta de lanza del poder soviético. Ucrania se convirtió en el centro de la industria armamentista soviética y de la investigación de alta tecnología. La república también se convirtió en un puesto de avanzada militar soviético en la guerra fría, un territorio atestado de bases militares repletas de los sistemas de armas más actualizados.
Un papel tan importante le dio gran influencia a la élite local. Muchos miembros del liderazgo soviético procedían de Ucrania, sobre todo Nikita Jruschov y Leonid Brézhnev, líder soviético de 1964 a 1982, así como muchos destacados deportistas, científicos y artistas soviéticos. En 1954, el óblast de Crimea, poblado por rusos, fue transferido de la República Soviética de Rusia a la de Ucrania.
Sin embargo, las ramas industriales relativamente subdesarrolladas, como la minería del carbón y el hierro, la metalurgia, la industria química y la energía, dominaron la economía de la república. Los óblasts meridionales de Dnipropetrovsk y Zaporizhzhia se convirtieron en un área altamente industrializada con un impacto cada vez mayor en el medio ambiente y la salud pública. La búsqueda de energía suficiente para esta industria en crecimiento condujo a una gigantesca reconversión de la naturaleza, convirtiendo el río Dniéper en un sistema regulado de grandes embalses.
Los productos de la industria de alta tecnología de rápido desarrollo en Ucrania se destinaron en gran medida al consumo militar, de manera similar a gran parte de la economía soviética, y el suministro y la calidad de los bienes de consumo se mantuvieron bajos en comparación incluso con los países vecinos del Bloque del Este. Un sistema de producción y consumo regulado por el estado conduce a una disminución gradual de la calidad de vida y una creciente "oscurecimiento" de la infraestructura minorista, así como de la corrupción.
La ciudad de Prípiat, en Ucrania, fue el lugar del desastre de Chernóbil, que ocurrió el 26 de abril de 1986 cuando explotó una planta nuclear. La lluvia radiactiva contaminó grandes áreas del norte de Ucrania e incluso partes de Bielorrusia . Esto estimuló un movimiento de independencia local llamado Ruj que ayudó a acelerar la desintegración de la Unión Soviética a fines de la década de 1980.

## Ucrania independiente

### Independencia
El 21 de enero de 1990, más de 300.000 ucranianos organizaron una cadena humana por la independencia de Ucrania entre Kiev y Leópolis, en memoria de la unificación de 1919 de la República Popular Ucraniana y la República Popular Ucraniana Occidental. Los ciudadanos salieron a las calles y carreteras formando cadenas vivas cogidos de la mano en apoyo a la unidad. En marzo del mismo año, el Partido Comunista de la República Socialista Soviética de Ucrania perdió su protagonismo, surgió el pluralismo político y el multipartidismo, y se llevaron a cabo las primeras elecciones en la Rada Suprema. El Partido Republicano Ucraniano de Levkó Lukiánenko se convierte en el primer partido político ucraniano.
En la Rada renovada, 125 diputados recién elegidos formaron el bloque de la Rada del Pueblo, encabezado por Íhor Yujnovsky, y 239 comunistas soberanos, encabezados por Leonid Kravchuk, quien encabezó el parlamento, formaron Por la Ucrania Soviética y Soberana. En 1990, debido a la grave escasez de alimentos y para evitar su salida a otras regiones, Ucrania introdujo un sistema de cartillas bajo el cual solo podían comprar los ciudadanos de la república. En el mismo año, se legalizó la Iglesia greco-católica ucraniana.
El 16 de julio de 1990, el nuevo parlamento firmó la Declaración de Soberanía Estatal de Ucrania. La declaración estableció los principios de la libre determinación de la nación ucraniana, su democracia, la independencia política y económica, y la primacía de la ley ucraniana sobre la ley soviética en el territorio ucraniano. Dicha declaración se produjo un mes después de una declaración similar aprobada por el Parlamento de la RSFS de Rusia. Esto comenzó un periodo de enfrentamiento entre el Sóviet Supremo de la Unión Soviética y las nuevas autoridades republicanas.
Entre el 2 y 17 de octubre de 1990, los estudiantes de Kiev salieron a la Plaza de la Independencia (Maidán)  y se declararon en huelga de hambre, con el apoyo de la población. Estas protestas recibieron el nombre de Revolución sobre el Granito provacando la renuncia del primer ministro de la RSS de Ucrania, Vitali Masol.
Tras el referéndum sobre el estatus político de Ucrania dentro de la URSS el 17 de marzo de 1991, los ánimos por la independencia de Ucrania fueron creciendo al igual que en el resto de repúblicas soviéticas. En mayo-junio de 1991, en la ciudad de Nosivka, entonces el centro del distrito de la óblast de Chernígov, hubo una huelga de hambre de maestros y protestas masivas, que fueron publicitadas en los medios de comunicación de Ucrania y llevaron al cambio de líderes del distrito de Nosivka.
En abril de 1991, el Presidente de la URSS, Mijaíl Gorbachov, en un intento de salvar el Estado soviético, inició los preparativos para firmar un Nuevo Tratado de la Unión, en un proceso llamado de Novo-Ogariovo por el lugar de residencia del Presidente en las afueras de Moscú. En este proceso participaron nueve de las repúblicas de la Unión Soviética.

### Entre 1991 y 2004

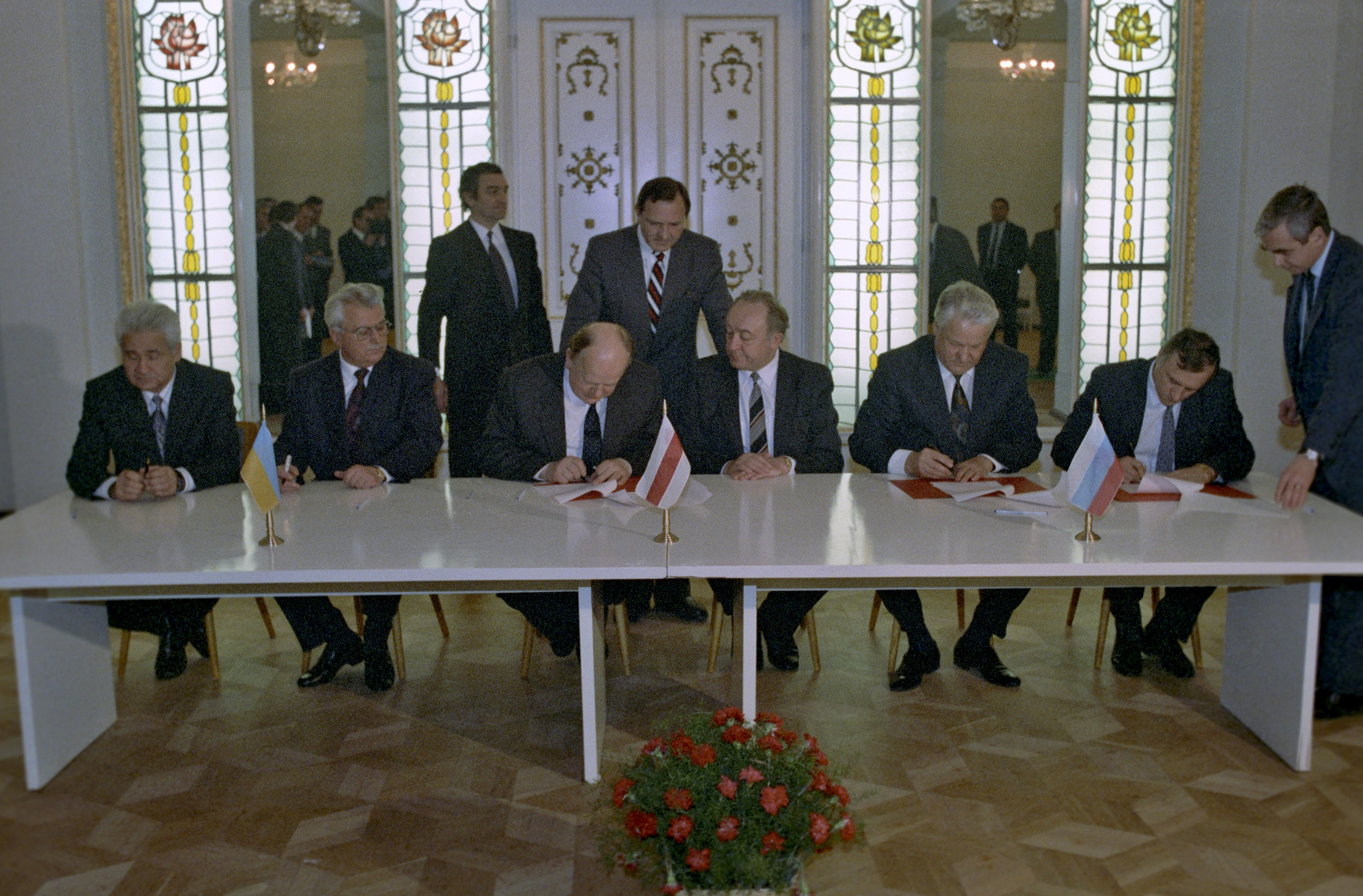
El presidente ucraniano, Leonid Kravchuk, y el presidente de la Federación Rusa, Boris Yeltsin, firmaron los Acuerdos de Belavezha, disolviendo la Unión Soviética, el 8 de diciembre de 1991.

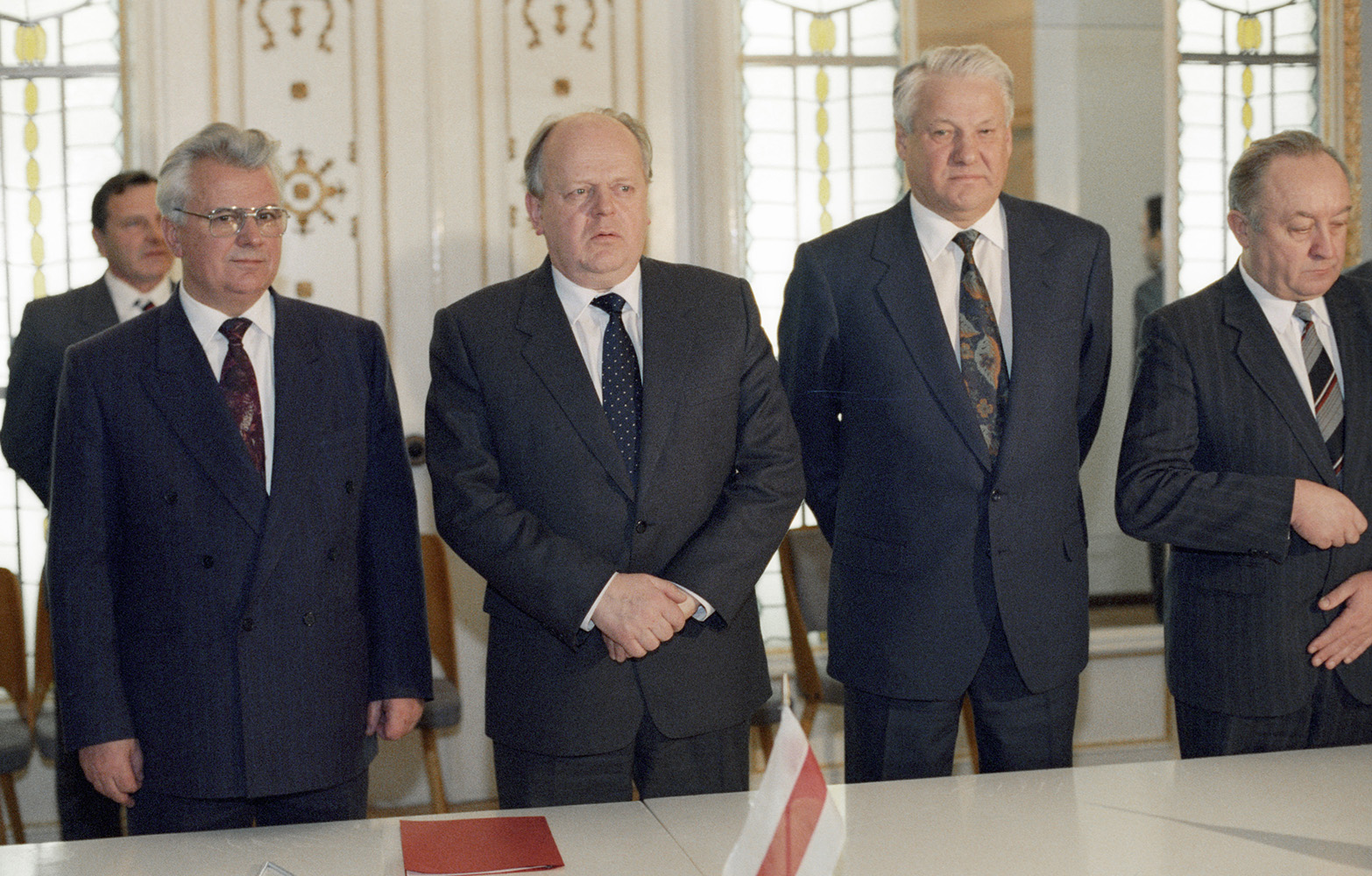
Firma del tratado de Belavezha.

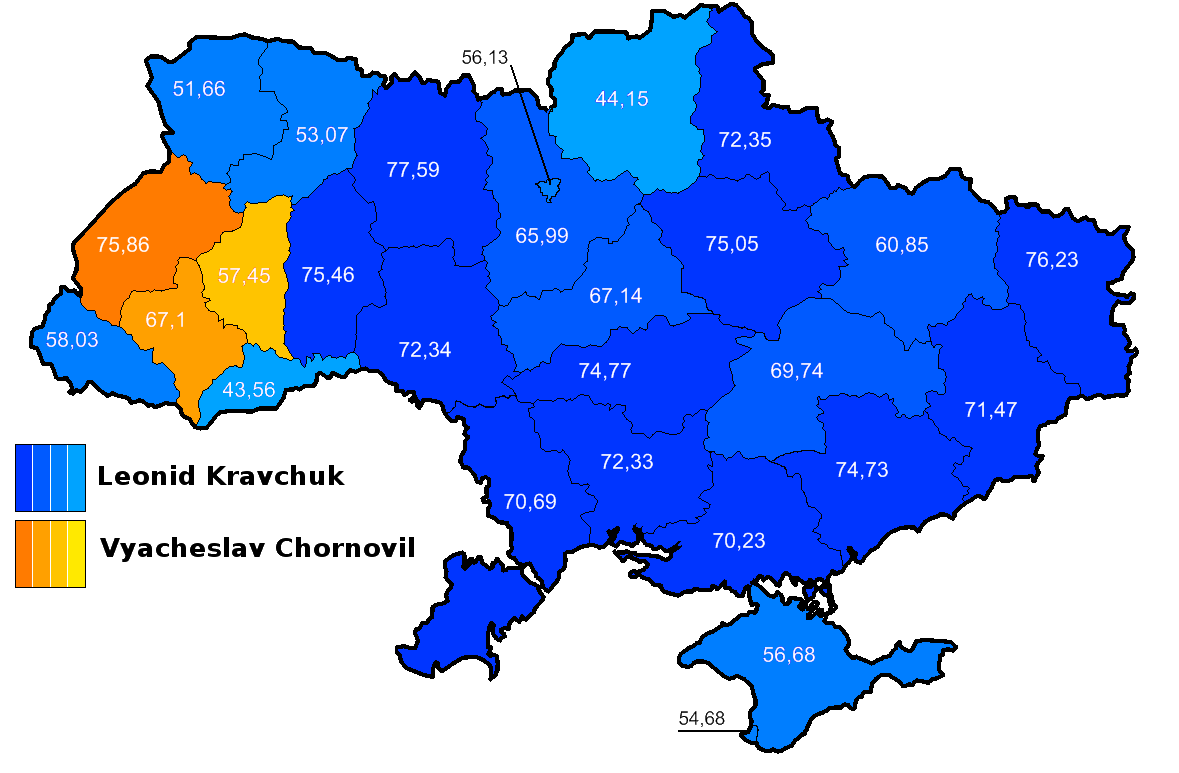
Distribución de los votos en las elecciones presidenciales ucranianas del 1º/12/1991.
Leonid Kravchuk 19.643.481 (61,59%) (azul)
Viacheslav Chornovil 7.420.727 (23,27%) (naranja)

Distribución de votos en la 2ª vuelta de las elecciones presidenciales ucranianas (10/07/1994).
Leonid Kuchma 14.016.850 (52,3%) (azul)
Leonid Kravchuk 12.111.603 (45,2%) (violeta)

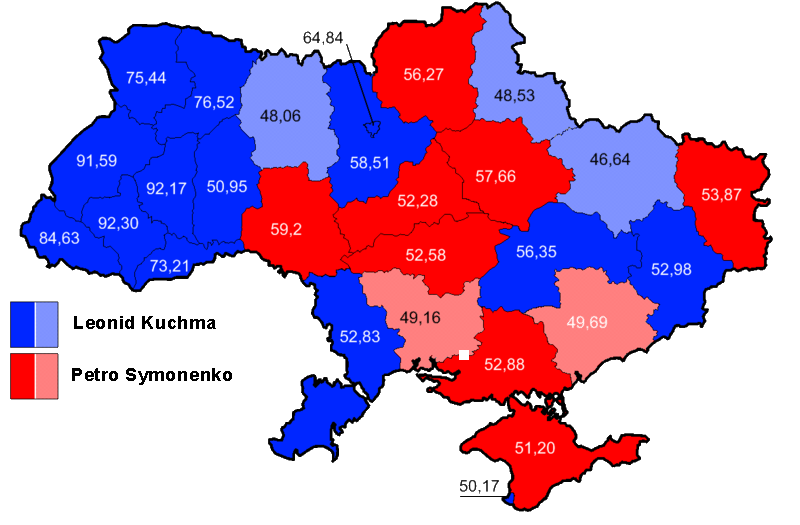
Distribución de votos en la 2ª vuelta de las elecciones presidenciales ucranianas (14/11/1999).
Leonid Kuchma 15.870.722 (57,7%) (azul)
Petro Symonenko 10.665.420 (38,8%) (rojo)

El 8 de octubre de 1991, el parlamento aprobó la ley sobre la ciudadanía ucraniana y el 14 de noviembre estableció las fronteras estatales de Ucrania. En el referéndum de independencia del 1 de diciembre de 1991, el 90,3% de la población votó a favor de la independencia, al mismo tiempo que Leonid Kravchuk fue elegido primer presidente de Ucrania. El 2 de diciembre, la independencia fue reconocida por Canadá y Polonia; y en los siguientes 2 meses por 90 Estados más. El 6 de diciembre de 1991, se aprobó la ley que constituía a las fuerzas armadas y su lealtad hacia Ucrania.
El 8 de diciembre, los presidentes de la RSS de Bielorrusia, RSS de Rusia y RSS de Ucrania firmaron el Tratado de Belavezha que revocaba el Tratado de Creación de la Unión Soviética y proclamaba la disolución de la Unión Soviética creándose la Comunidad de Estados Independientes (CEI). El 21 de diciembre de 1991, por los presidentes de 11 de las 15 repúblicas de la Unión Soviética, en la capital de la hasta entonces República Socialista Soviética de Kazajistán, se firmaba el Protocolo de Almá-Atá como parte de la disolución de la URSS.
El 25 de enero de 1992, Mijaíl Gorbachov renunció como el primer y último presidente de la URSS. Entre enero y febrero de 1992, los ucranianos aprobaron la bandera, el escudo y el himno nacional; comenzando a construir un estado independiente y una economía de mercado. En 1992, Ucrania se convirtió en miembro del Fondo Monetario Internacional.
El 5 de diciembre de 1994, en Budapest (Hungría) fue suscrito el Memorándum de Budapest sobre Garantías de Seguridad que ofrecía garantías de seguridad por parte de sus signatarios con respecto a la adhesión de Ucrania al Tratado de No Proliferación Nuclear. El Memorándum fue originalmente suscrito, además de por Ucrania, por tres potencias nucleares: la Federación de Rusia, los Estados Unidos y el Reino Unido. De acuerdo con este documento, Ucrania cedió a Rusia 5000 bombas nucleares y 220 vehículos de largo alcance necesarios para usarlas, incluyendo 176 misiles balísticos intercontinentales y 44 aviones bombarderos de gran alcance con capacidad nuclear. El 1 de junio de 1996, Ucrania se convirtió en una nación no nuclear y envió la última de las 1.900 ojivas nucleares estratégicas que había heredado de la Unión Soviética a Rusia para su desmantelamiento.
Escéptica a renunciar a su arsenal nuclear, Ucrania se vio obligada a renunciar si quería recibir ayuda financiera internacional. El país adoptó su constitución el 28 de junio de 1996. El 31 de mayo de 1997, los presidentes de Rusia y Ucrania, Borís Yeltsin y Leonid Kuchma, respectivamente, rubricaron en Kiev el Tratado de Amistad, Cooperación y Asociación entre la Federación de Rusia y Ucrania en el que, entre otras cosas, se declaraba que ambos países «basan sus relaciones en los principios del respeto mutuo, la igualdad soberana, la integridad territorial, la inviolabilidad de las fronteras, la solución pacífica de las controversias, la no utilización de la fuerza ni la amenaza de la utilización de la fuerza».
Inicialmente, Ucrania fue vista como una república con favorables condiciones económicas en comparación con las demás regiones de la Unión Soviética. Sin embargo, el país experimentó una desaceleración económica más profunda que las otras antiguas repúblicas soviéticas. Durante la recesión vivida entre los años 1991 y 1999, Ucrania perdió el 60 % de su PIB, y sufrió de tasas de inflación de cinco dígitos. Insatisfechos con las condiciones económicas, así como con el crimen y la corrupción, los ucranianos organizaron protestas y huelgas.
La economía ucraniana se estabilizó a finales de la década de 1990. Una nueva moneda, la grivna, se introdujo en 1996. Desde el año 2000, el país ha disfrutado de un desarrollo económico estable con un crecimiento promedio anual de alrededor del 7 %. En 1996, se aprobó una nueva constitución, la cual convirtió a Ucrania en una república semipresidencialista y estableció un sistema político estable. Sin embargo, el sucesor de Kravchuk, Leonid Kuchma fue criticado por sus opositores por concentrar gran parte del poder en su cargo, además de corrupción, transferencia de propiedad pública a particulares, limitaciones de libertad de expresión y fraude electoral.

## Revolución naranja (2004)

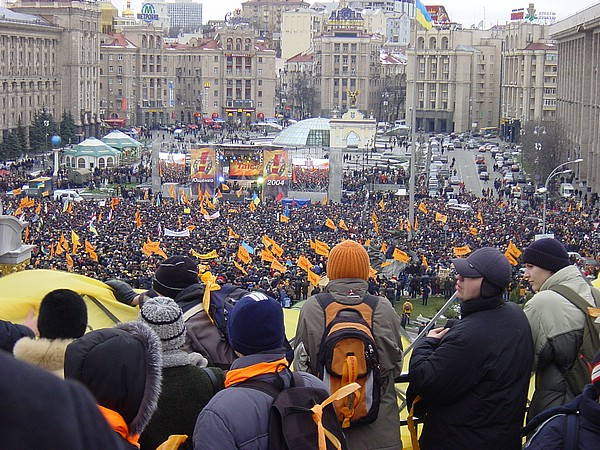
Manifestantes en la Plaza de la Independencia en el primer día de la Revolución Naranja.

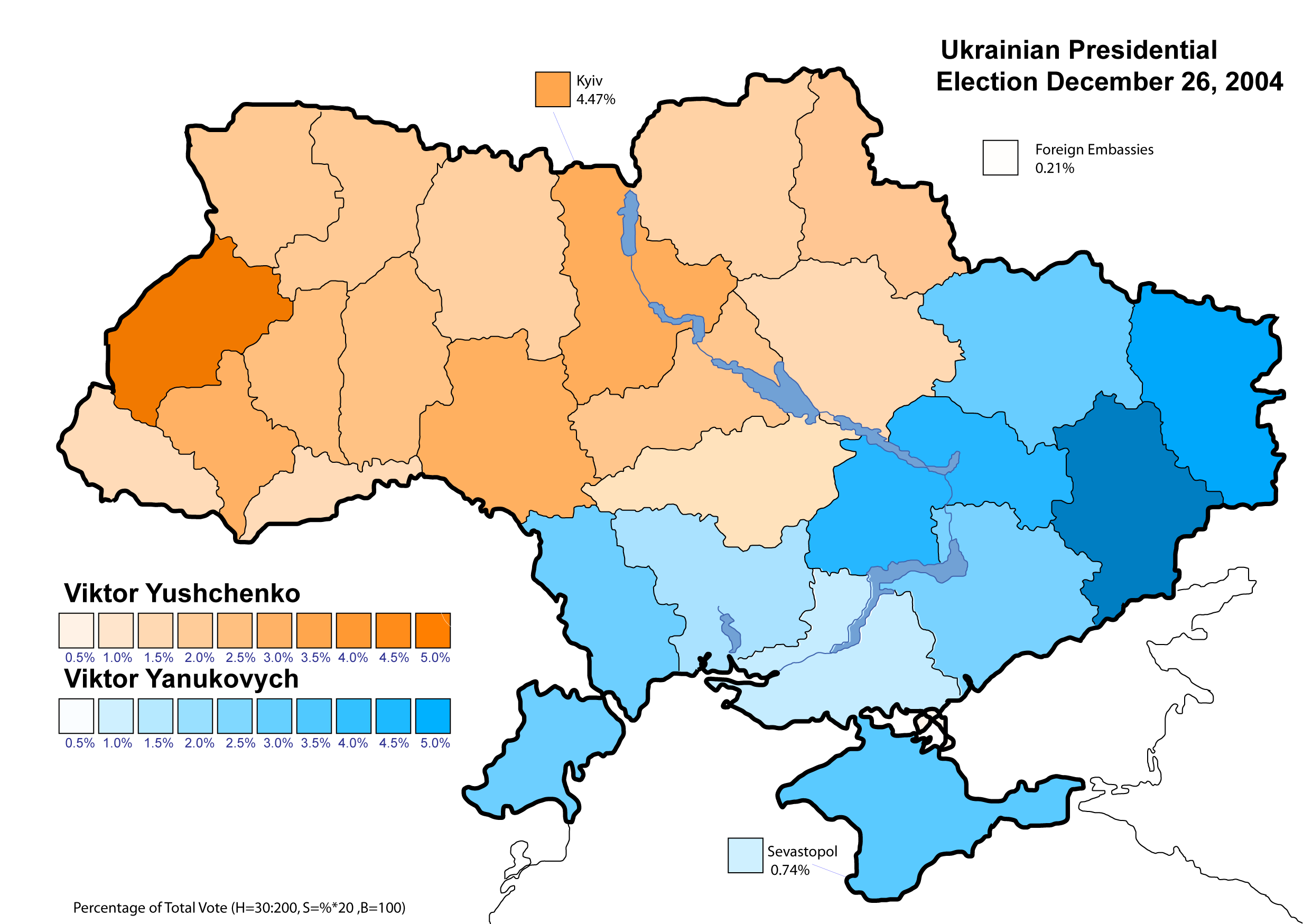
Distribución de votos en la 2ª vuelta de las elecciones presidenciales ucranianas (26/12/2004).
Viktor Yushchenko 15.115.712 (51,99%) (naranja)
Viktor Yanukovych 12.481.266 (44,20%) (azul)

En 2004, Leonid Kuchma anunció que no se presentaría a la reelección. En las elecciones presidenciales de 2004 surgieron dos candidatos principales. Viktor Yanukovych, el primer ministro en ejercicio, apoyado tanto por Kuchma como por la Federación Rusa, quería lazos más estrechos con Rusia. El principal candidato de la oposición, Viktor Yushchenko, pedía que Ucrania pusiera su atención en Occidente y se uniera a la UE.
En la segunda vuelta, Yanukovych ganó oficialmente por un estrecho margen, pero Yushchenko y sus partidarios protestaron, alegando que la manipulación de votos y la intimidación le costaron muchos votos, especialmente en el este de Ucrania. Estalló una crisis política después de que la oposición iniciara protestas callejeras masivas en Kiev y otras ciudades, y el Tribunal Supremo de Ucrania anulara los resultados de las elecciones. Una segunda vuelta dio como ganador a Víktor Yúshchenko. Cinco días después, Víktor Yanukóvich renunció a su cargo y su gabinete fue destituido el 5 de enero de 2005.

## Gobierno de Yúshchenko

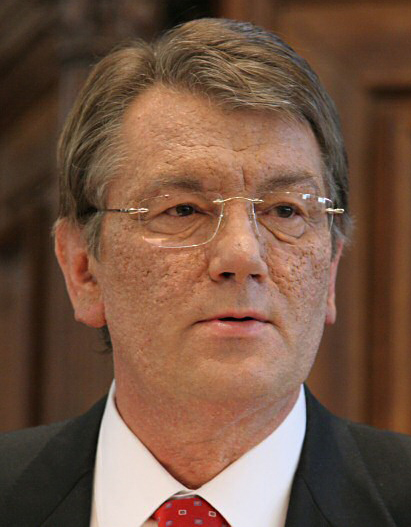
Viktor Yushchenko en 2006.

En marzo de 2006, se llevaron a cabo las elecciones a la Rada Suprema y tres meses después se formó el gobierno oficial por la Coalición Anti-Crisis (Segundo Gobierno de Yanukovych) entre el Partido de las Regiones, los partidos Comunista y Socialista. Este último partido abandonó la "Coalición Naranja" que mantenía con Nuestra Ucrania y el Bloque Yulia Tymoshenko.
La nueva coalición nominó a Víktor Yanukóvich para el cargo de primer ministro. Yanúkovych volvió a ser primer ministro, mientras que el líder del Partido Socialista, Oleksander Moroz, logró asegurarse el puesto de presidente del parlamento, que muchos creen que fue la razón por la que abandonó la Coalición Naranja, donde no había sido considerado para este puesto.
El 2 de abril de 2007, el presidente Víctor Yúshchenko disolvió la Rada Suprema porque miembros de su partido se pasaban a la oposición.  Sus oponentes calificaron la medida de inconstitucional. Cuando llevaron el asunto al Tribunal Constitucional, Yushchenko destituyó a 3 de los 18 jueces del tribunal, acusándolos de corrupción.
Durante el mandato de Yúshchenko, las relaciones entre Rusia y Ucrania a menudo fueron tensas, ya que Yúshchenko buscaba mejores relaciones con la Unión Europea y no tanto con Rusia. En 2005, tuvo lugar una disputa muy publicitada sobre los precios del gas natural, que involucró al proveedor de gas estatal ruso Gazprom e indirectamente a muchos países europeos que dependen del gas natural suministrado por Rusia a través del gasoducto ucraniano. Se llegó a un compromiso en enero de 2006 y, a principios de 2010, se firmó otro acuerdo que fijó el precio del gas ruso en 100 dólares por 1.000 metros cúbicos en un acuerdo exclusivo.
En el momento de las elecciones presidenciales de 2010, Yushchenko y Tymoshenko, aliados durante la Revolución Naranja, se habían convertido en enemigos acérrimos. Tymoshenko se postuló para presidenta contra Yushchenko y Viktor Yanukóvich, creando una carrera a tres bandas. Yushchenko, cuya popularidad se había desplomado, se negó a cerrar filas y apoyar a Tymoshenko, dividiendo así el voto anti-Yanukóvich. Muchos votantes pro-Naranja se quedaron en casa.  Yanukóvich recibió el 48% de los votos y Yushchenko menos del 6%, una cantidad que, si se le hubiera dado a Tymoshenko, que obtuvo el 45%, habría impedido que Yanukóvich obtuviera la presidencia; dado que ningún candidato obtuvo la mayoría absoluta en la primera ronda de votación, los dos candidatos más votados disputaron una segunda vuelta en la que ganó Yanukóvich.

## Gobierno de Yanukóvich

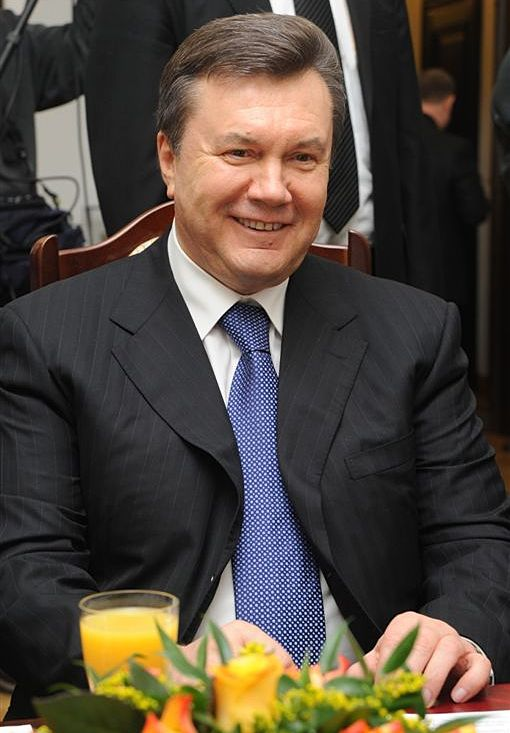
Viktor Yanukóvych.

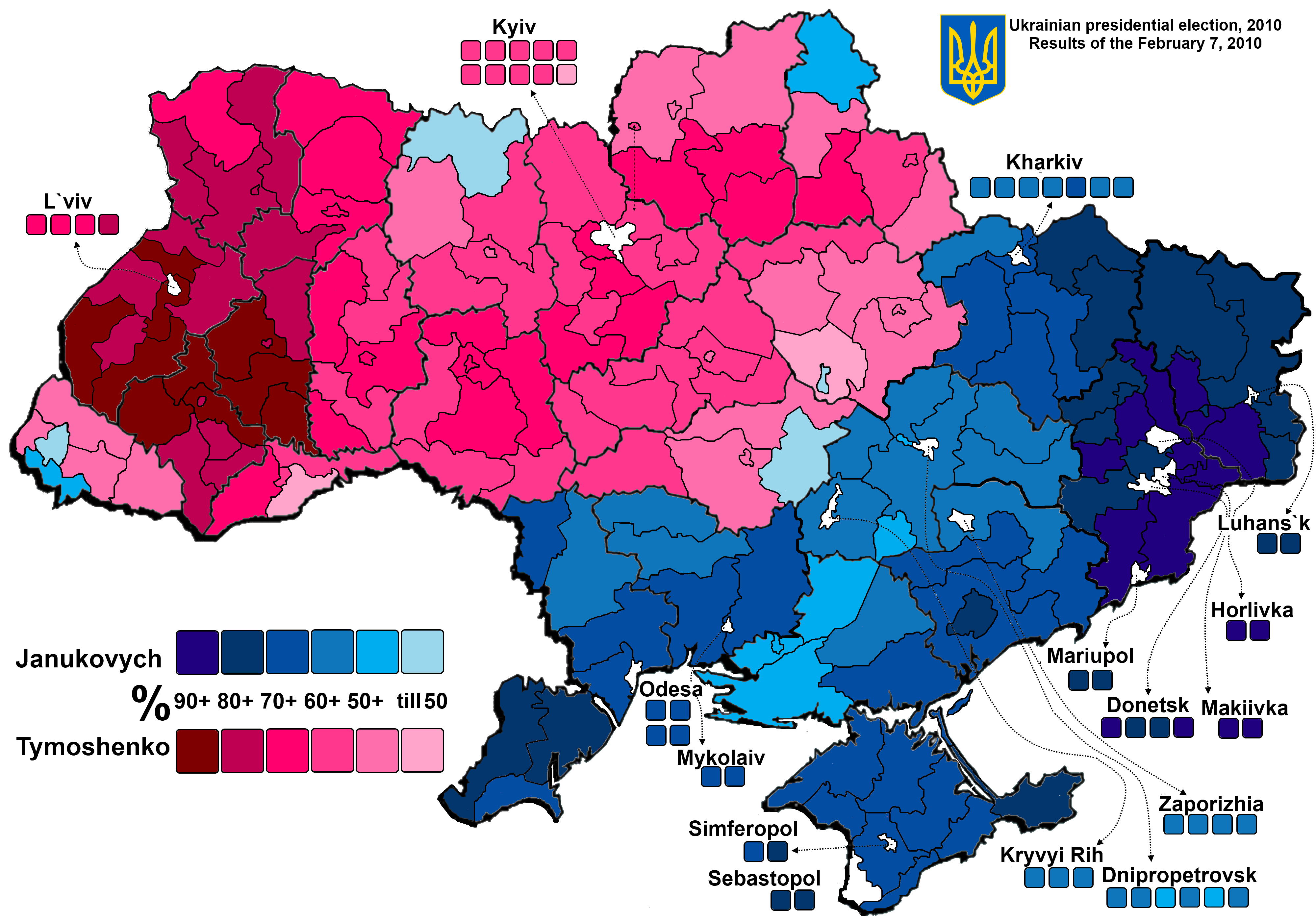
Distribución de votos en la 2ª vuelta de las elecciones presidenciales ucranianas (07/02/2010).
Viktor Yanukovych 12.481.266 (48,95%) (azul)
Yulia Tymoshenko 11.593.357 (45,47%) (naranja)

Durante el mandato de Yanukovych, se le acusó de endurecer las restricciones a la prensa y de un esfuerzo renovado en el parlamento para limitar la libertad de reunión. Cuando era joven, Yanukóvich fue sentenciado a tres años por robo, saqueo y vandalismo y luego se le duplicó la sentencia. Un ejemplo frecuentemente citado de los supuestos intentos de Yanukóvich de centralizar el poder es el arresto en agosto de 2011 de Yulia Tymoshenko. Otros opositores políticos de alto perfil también fueron objeto de investigación criminal desde entonces. El 11 de octubre de 2011, un tribunal ucraniano condenó a Tymoshenko a siete años de prisión después de que fuera declarada culpable de abuso de poder al negociar el acuerdo de gas de 2009 con Rusia. La condena es vista como "justicia aplicada selectivamente por motivación política" por parte de la Unión Europea y otras organizaciones internacionales.
En noviembre de 2013, el presidente Yanukovych no firmó el Acuerdo de Asociación entre Ucrania y la Unión Europea y, en cambio, buscó vínculos más estrechos con Rusia. Este movimiento provocó protestas en las calles de Kiev. Los manifestantes establecieron campamentos en Maidan Nezalezhnosti (Plaza de la Independencia) y, en diciembre de 2013 y enero de 2014, los manifestantes comenzaron a tomar varios edificios gubernamentales, primero en Kiev y, luego, en el oeste de Ucrania. Las batallas entre los manifestantes y la policía acabaron con alrededor de 80 muertes en febrero de 2014.ref>Daniel, Sandford (19 de febrero de 2014). «Ukraine crisis: Renewed Kiev assault on protesters». BBC News. Consultado el 19 de febrero de 2014.</ref>
Después de la violencia, el parlamento se volvió contra Yanukovych y el 22 de febrero votó para destituirlo del poder y liberar a Yulia Tymoshenko de prisión. El mismo día, el partidario de Yanukovych, Volodymyr Rybak, renunció como presidente del parlamento y fue reemplazado por el leal a Tymoshenko, Oleksandr Turchynov, quien posteriormente fue instalado como presidente interino. Yanukovych huyó de Kiev.

## Crisis de Crimea de 2014, disturbios prorrusos y guerra en Dombás

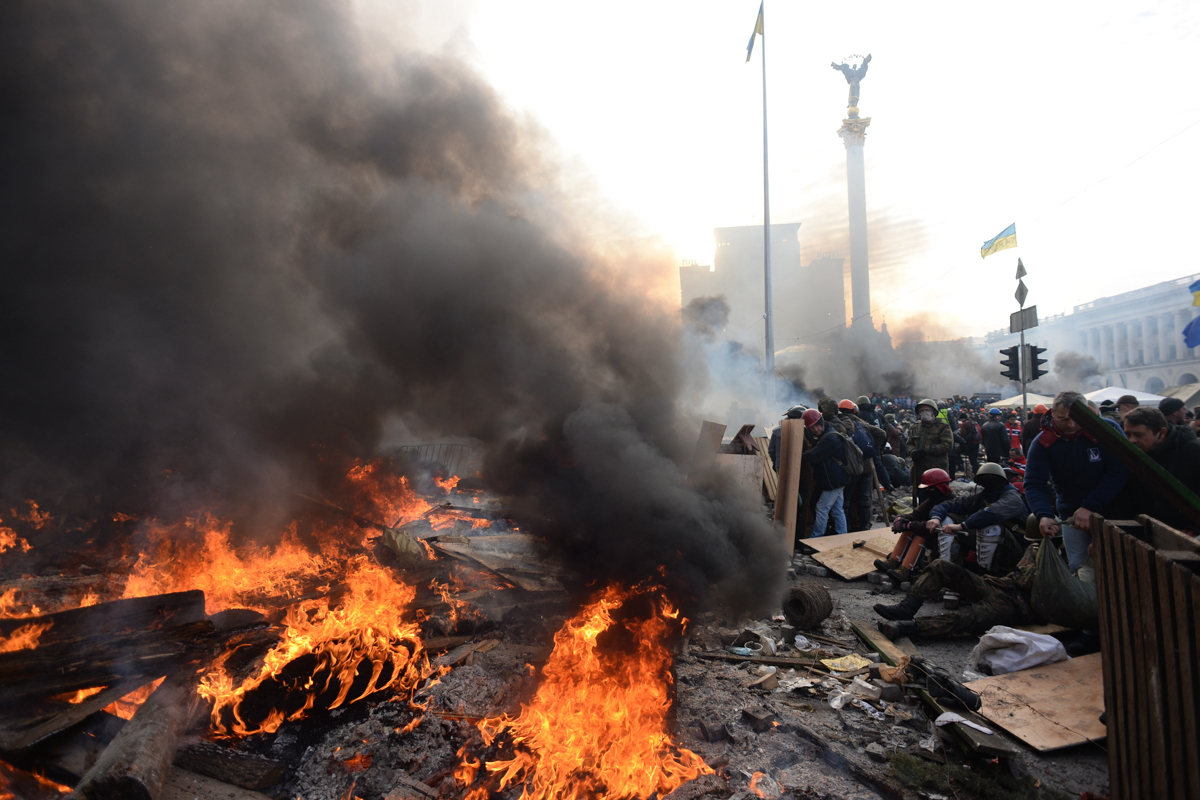
Plaza de la Independencia de Kiev durante los disturbios del 19 de febrero de 2014, el Euromaidán.

Como parte del movimiento de protesta Euromaidán de Ucrania, estallaron disturbios civiles en Kiev. El conflicto se intensificó rápidamente, lo que llevó al derrocamiento del gobierno del presidente Víktor Yanukóvich y al establecimiento de un nuevo gobierno para reemplazarlo en unos pocos días.  Yanukóvych huyó a Rusia y es buscado en Ucrania por el asesinato de manifestantes. Rusia, en particular, sostiene que la transición fue un "golpe".
El conflicto continuó con la crisis de Crimea de febrero a marzo cuando las fuerzas rusas tomaron el control de la región de Crimea. Crimea fue anexada unilateralmente por Rusia el 18 de marzo de 2014.
La crisis de Crimea fue seguida por disturbios prorrusos en el este de Ucrania y el sur de Ucrania. En abril de 2014, los separatistas ucranianos se autoproclamaron República Popular de Donetsk y República Popular de Lugansk y celebraron referéndums el 11 de mayo de 2014; los separatistas afirmaron que casi el 90% votó a favor de la independencia. Más tarde, en abril de 2014, los combates entre el ejército ucraniano y los batallones de voluntarios proucranianos contra las fuerzas que apoyan a la República Popular de Donetsk y la República Popular de Luhansk se convirtieron en la Guerra del Dombás. En diciembre de 2014, más de 6.400 personas habían muerto en este conflicto y, según cifras de las Naciones Unidas, provocó que más de medio millón de personas se desplazaran internamente dentro de Ucrania y doscientos mil refugiados huyeran a (en su mayoría) Rusia y otros países vecinos. A finales de 2020, el número de muertos por el conflicto ascendía a más de 13.000 personas y casi 1,5 millones de desplazados.

## Gobierno de Poroshenko

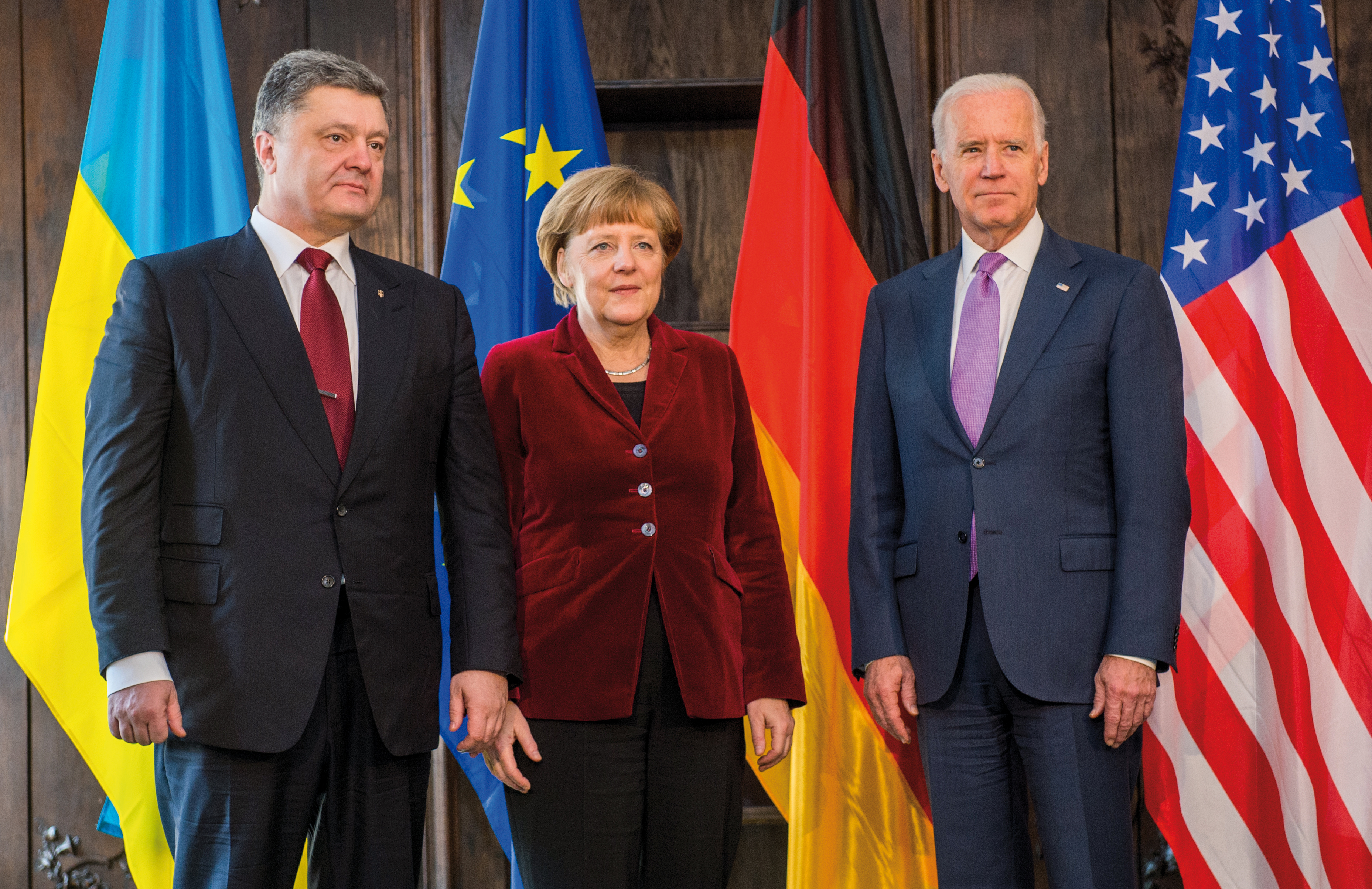
Poroschenko, Merkel y Biden en la Conferencia de Seguridad de febrero de 2015.

En las elecciones presidenciales anticipadas de junio de 2014, ganó Petro Poroshenko. Su tarea era dirigir el país, ya que estaba en peores condiciones en comparación con el estado del país de sus predecesores por culpa de la oposición parlamentaria, la crisis económica y la guerra. El 20 de junio se declaró una tregua unilateral de una semana con un ultimátum simultáneo a los mercenarios prorrusos y militantes locales para que abandonaran el país, tras lo cual comenzó la liberación del Estado, que se vio frustrada por la ya abierta agresión armada rusa. Con la ayuda de los países occidentales, Ucrania consiguió congelar la guerra en la línea de demarcación, y Rusia consolidar el estado de incertidumbre permanente en el Dombás con los acuerdos de Minsk.
La parte económica del Acuerdo de Asociación entre Ucrania y la Unión Europea fue firmada el 27 de junio de 2014 por el presidente Petro Poroshenko.
En octubre de 2014 se celebraron elecciones parlamentarias. El Frente Popular obtuvo el 22%, el Bloque de Petro Poroshenko, el 22%, la Asociación "Samopomich", el 11%, el Bloque de Oposición, el 9%, el Partido Radical de Oleh Liashko, el 7% y la Patria el 5,5%). Por primera vez, los antiguos comunistas prohibidos no tuvieron votos suficientes. En 2015, el presidente firmó un "paquete de leyes de descomunización" y comenzó a desmantelar el legado totalitario. Poroshenko logró reformar radicalmente las Fuerzas Armadas en unos pocos años, pero, debido a la oposición del comando de la vieja escuela, solo las acercó a los estándares de la OTAN. Del mismo modo, la reforma de otra rama del poder, el Ministerio del Interior, quedó a medias. La transformación de la Militsiya en la Policía Nacional de Ucrania, y la creación de una poderosa Guardia Nacional se combinó con el desarrollo de un "imperio interno" personal por parte del Ministro Arsén Avákov. En febrero de 2014, debido al agotamiento de las reservas de oro y divisas, la moneda nacional comenzó a caer rápidamente, la continuación de la guerra y la caída de los precios mundiales de los metales y los alimentos redujeron su tipo de cambio a 25 grivnas por dólar en 2015. El PIB real del país en 2014 cayó un 6,0%, en 2015, un 43,3%; la inflación en 2014 fue del 24,9%.
El 1 de enero de 2016, Ucrania se unió al DCFTA (área de comercio con la UE en que se incluyen Georgia, Moldavia y Ucrania) con la UE. A los ciudadanos ucranianos se les concedió viajar sin visa al Área de Schengen por hasta 90 días durante un período de 180 días el 11 de junio de 2017 y el Acuerdo de Asociación entró formalmente en vigor el 1 de septiembre de 2017.
Con la ayuda del FMI y una política monetaria y fiscal estricta, fue posible estabilizar la situación financiera del país y llenar el tesoro estatal vacío. En las reformas económicas, Poroshenko se basó en especialistas extranjeros que estaban involucrados en el gobierno. Entre ellos se encontraba el expresidente georgiano Mijeíl Saakashvili, quien finalmente se opondrá al presidente y reducirá significativamente su índice de confianza. Al mismo tiempo, consiguió el apoyo de los círculos oligárquicos para cambios importantes, a excepción de la nacionalización de Nadra Bank por Dmytro Firtash, y el proceso de acabar con el sistema de grandes propiedades construido por Kuchma no tuvo lugar. Por el contrario, la huida al extranjero de Ihor Kolomoiskyi, representante de Dnipro que ayudó a combatir a los separatistas respaldados por Donetsk, y la nacionalización de PrivatBank recordaron a muchos la lucha por la redistribución de la propiedad en la década de 1990.
Entre los logros significativos en el campo de la política exterior: apoyo a las sanciones contra Rusia, obtención de un régimen sin visado con los países de la Unión Europea, combinado con la necesidad de superar tareas extremadamente difíciles dentro del país. Las antiguas autoridades locales tampoco querían ningún cambio: las autoridades fueron limpiadas de activistas anti-Maidan, pero solo en parte. Se inició la lucha contra la corrupción, limitada a sentencias menores y declaraciones electrónicas, y las recién creadas oficinas anticorrupción NABU y NAPC estuvieron marcadas por escándalos en su trabajo. La reforma judicial se combinó con el nombramiento de jueces viejos y comprometidos. La investigación de los delitos de Maidan se retrasó. Para contrarrestar la masiva propaganda antiucraniana mundial rusa en la "guerra de la información", se creó el Ministerio de Política de la Información, que durante 5 años, excepto por la prohibición de Kaspersky Lab, Dr.Web, 1С, Mail.ru, Yandex y las redes sociales rusas VKontakte u Odnoklassniki y los medios de propaganda no mostraron un trabajo efectivo. En 2017, el presidente firmó la ley "Sobre la educación", que encontró la oposición de las minorías nacionales y se peleó con el Gobierno de Hungría. 
El 19 de mayo de 2018, Poroshenko firmó un decreto que puso en vigor la decisión del Consejo de Seguridad y Defensa Nacional sobre la terminación definitiva de la participación de Ucrania en los órganos estatutarios de la Comunidad de Estados Independientes. A partir de febrero de 2019, Ucrania ha reducido su participación en la Comunidad de Estados Independientes a un mínimo crítico y ha completado efectivamente su retiro. La Rada Suprema de Ucrania no ratificó la adhesión, es decir, Ucrania nunca ha sido miembro de la CEI.
El Instituto de Arbitraje de la Cámara de Comercio de Estocolmo satisfizo las reclamaciones de Naftogaz (Compañía nacional de petróleo y gas de Ucrania) para una compensación por los suministros de gas que no fueran aportados por Gazprom. Según la decisión del Arbitraje de Estocolmo, Naftogaz ha logrado una compensación de 4.630 millones de dólares por el incumplimiento de Gazprom en el suministro de los volúmenes de gas acordados. Según los resultados de dos procedimientos de arbitraje en Estocolmo, Gazprom tiene que pagar 2.560 millones de dólares a favor de Naftogaz.
El incidente del Estrecho de Kerch ocurrió el 25 de noviembre de 2018 cuando la guardia costera del Servicio Federal de Seguridad Ruso (FSB) disparó y capturó a tres embarcaciones de la Armada de Ucrania que intentaban pasar del mar Negro al mar de Azov a través del estrecho de Kerch en su camino hacia el puerto de Mariúpol.
El 21 de febrero de 2019, se modificó la Constitución de Ucrania, las normas sobre el curso estratégico de Ucrania para la membresía en la Unión Europea y la OTAN están consagradas en el preámbulo de la Ley Básica, tres artículos y disposiciones transitorias.
La dilación con la venta de su propia fábrica de golosinas en el óblast de Lípetsk, en Rusia, y el escándalo con el uso de offshore para minimizar los impuestos (Panama Papers) tampoco contribuyeron a la alta calificación del presidente. Ni siquiera la cesión histórica de la autocefalia por el patriarca ecuménico Bartolomé I (tomos) y la creación de una Iglesia ortodoxa independiente de Ucrania ayudaron a restaurar la confianza perdida de los ucranianos. Fue uno de los cinco años más efectivos en la construcción del estado ucraniano, pero también uno de los más controvertidos, cuando el presidente tuvo que superar los desafíos urgentes del presente, incapaz de romper con el pasado.

## Gobierno de Zelenski

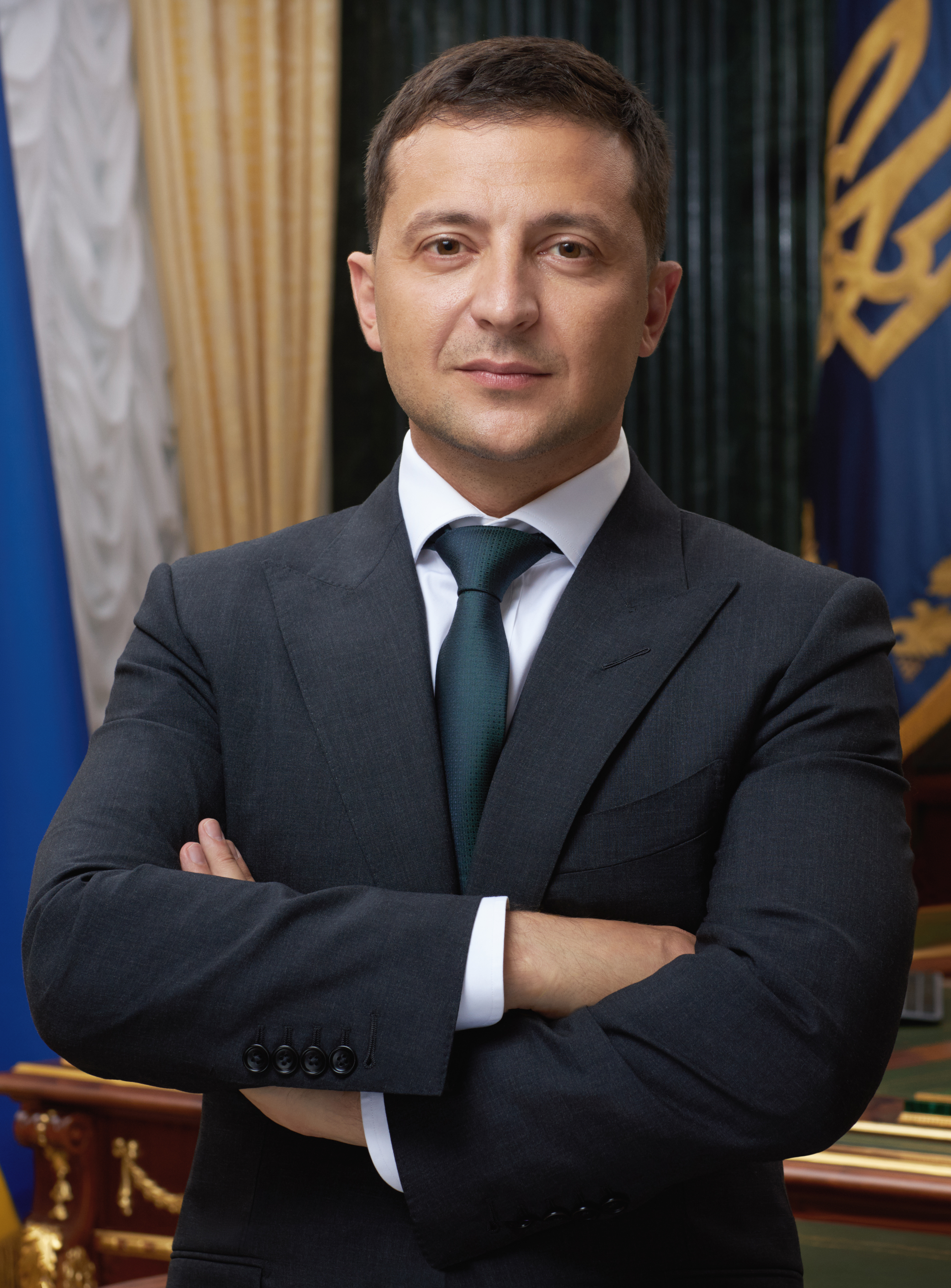
Volodímir Zelenski.

El 21 de abril de 2019, en la segunda vuelta de las elecciones presidenciales, ganó el actor y showman Volodímir Zelenski, quien logró consolidar el ánimo reivindicativo de diversos espectros políticos en torno a su propia personalidad carismática y obtener el 73,23% de los votos. El 20 de mayo tuvo lugar la ceremonia en que asumió el poder, tras la cual Zelenski anunció la disolución de la Rada Suprema y convocó elecciones anticipadas. Las elecciones parlamentarias anticipadas del 21 de julio permitieron que el recién formado partido propresidencial Servidor del Pueblo obtuviera la mayoría absoluta de escaños por primera vez en la historia de la Ucrania independiente (248). Dmytro Razumkov, presidente del partido, fue elegido presidente del parlamento. La mayoría pudo formar gobierno el 29 de agosto por sí sola, sin coaliciones, y aprobó a Oleksiy Honcharuk como primer ministro. El 4 de marzo de 2020, debido a una caída del PIB del 1,5 % (en lugar del aumento del 4,5 % en el momento de las elecciones), la Rada Suprema destituyó al gobierno de Honcharuk y Denys Shmyhal se convirtió en el nuevo Primer ministro. became the new Prime Minister.
El 7 de septiembre de 2019, 22 marineros ucranianos, 2 oficiales de la SBU y 11 presos políticos del Kremlin ucraniano, Oleh Sentsov, Volodymyr Balukh, Edem Bekirov, Pavlo Hryb, Mykola Karpyuk, Stanislav Klykh, Olexandr Kolchenko, Yevhen y Artur Panovy, Oleksiy Syzonovych y Roman Sushchenko regresan a Ucrania como resultado de una operación de liberación recíproca.
El vuelo 752 de Ukraine International Airlines (PS752) era un vuelo internacional regular de pasajeros de Teherán a Kiev operado por Ukraine International Airlines (UIA). El 8 de enero de 2020, el Boeing 737-800 que operaba la ruta fue derribado poco después del despegue del Aeropuerto Internacional Imán Jomeiní de Teherán por el Cuerpo de la Guardia Revolucionaria Islámica de Irán (IRGC). Los 176 pasajeros y la tripulación murieron.
El 28 de julio de 2020, en Lublin, Lituania, Polonia y Ucrania crearon la iniciativa del Triángulo de Lublin, cuyo objetivo es crear una mayor cooperación entre los tres países históricos de la Commonwealth polaco-lituana y promover la integración y adhesión de Ucrania a la UE y la OTAN.
El 2 de febrero de 2021, un decreto presidencial prohibió la transmisión televisiva de los canales de televisión prorrusos 112 Ucrania, NewsOne y ZIK.   La decisión del Consejo de Seguridad y Defensa Nacional y el Decreto Presidencial del 19 de febrero de 2021 impusieron sanciones a 8 personas físicas y 19 personas jurídicas, incluido el político prorruso y padrino de Putin, Viktor Medvedchuk y su esposa Oksana Marchenko.
En la Cumbre de Bruselas de junio de 2021, los líderes de la OTAN reiteraron la decisión tomada en la Cumbre de Bucarest de 2008 de que Ucrania se convertiría en miembro de la Alianza con el Plan de Acción de Membresía (MAP) como parte integral del proceso y el derecho de Ucrania a determinar su propio futuro y política exterior, por supuesto sin interferencias externas.
El 17 de mayo de 2021, se formó la Asociación Trío, mediante la firma de un memorando conjunto entre los Ministros de Relaciones Exteriores de Georgia, Moldavia y Ucrania. Association Trio es un formato tripartito para la mejora de la cooperación, la coordinación y el diálogo entre los tres países (que han firmado el Acuerdo de Asociación con la UE) con la Unión Europea sobre temas de interés común relacionados con la integración europea, mejorando la cooperación en el marco de la Asociación Oriental, y comprometerse con la perspectiva de unirse a la Unión Europea. En febrero de 2022, Ucrania solicitó unirse a la UE.

### Epidemia de COVID-19
El 2 de marzo de 2020 se confirmó el primer caso de infección por COVID-19 en Chernivtsi. Posteriormente, se impuso la cuarentena, se cerraron las fronteras y se declaró el estado de emergencia. La epidemia cubrió todas las regiones de Ucrania. Todos los días, el Ministerio de Salud pública nueva información sobre la propagación de la pandemia. Debido a las restricciones de cuarentena en el país, la crisis económica se intensificó, el número de desempleados oficiales aumentó en un 67%. El 20 de marzo se curó el primer paciente.
El 23 de febrero de 2021 se registraron dos vacunas contra el coronavirus en Ucrania: AstraZeneca y Pfizer–BioNTech. El 24 de febrero se vacunó a la primera persona.